# Teatro Real (Madrid)
El Teatro Real es un teatro de ópera de Madrid, España. Situado en la plaza de Oriente, frente al Palacio Real, y conocido coloquialmente como El Real, está considerado como la máxima institución de las artes escénicas y musicales del país y uno de los teatros de ópera más prestigiosos de Europa.
La primera piedra del Teatro Real se colocó el 23 de abril de 1818, bajo el reinado de Fernando VII, y fue inaugurado formalmente por su hija la reina Isabel II el 19 de noviembre de 1850. Cerró en 1925 debido a daños en el edificio y reabrió el 13 de octubre de 1966 como sala de música sinfónica. A partir de 1991, se sometió a importantes obras de remodelación y renovación, y finalmente reabrió como teatro de ópera el 11 de octubre de 1997. Cuenta actualmente con una superficie de 78.210 metros cuadrados y un aforo máximo de 1.958 localidades.
Desde 1995, el teatro está gestionado por una fundación pública en cuyo patronato están representados el Ministerio de Cultura del Gobierno de España, el Gobierno de la Comunidad de Madrid y el Ayuntamiento de Madrid. Desde 1998, su orquesta titular es la Orquesta Sinfónica de Madrid.
Además de su programación anual regular de ópera, danza, conciertos y recitales, el teatro ha acogido otros eventos especiales a lo largo de su historia, como el 14.º Festival de Eurovisión en 1969, la 25.ª edición de los Premios Goya en 2011 o el sorteo especial de Navidad de la Lotería Nacional desde 2012. El Teatro Real recibió el galardón a la "Compañía de Ópera del Año" en los International Opera Awards 2020/21. El edificio está catalogado como Bien de Interés Cultural desde 1993.

## Historia

### Construcción e inauguración

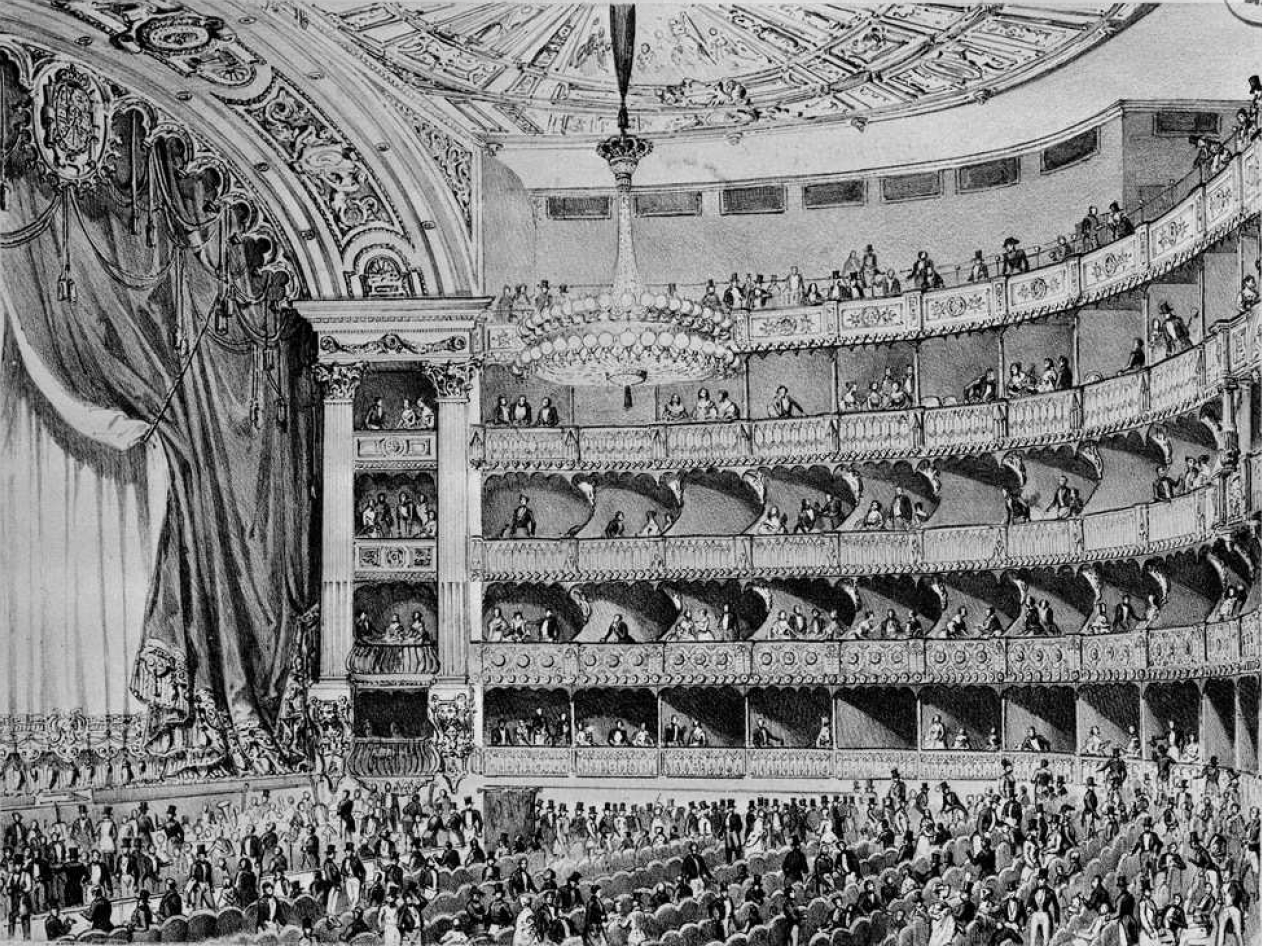
Grabado de 1850 del interior del Teatro Real

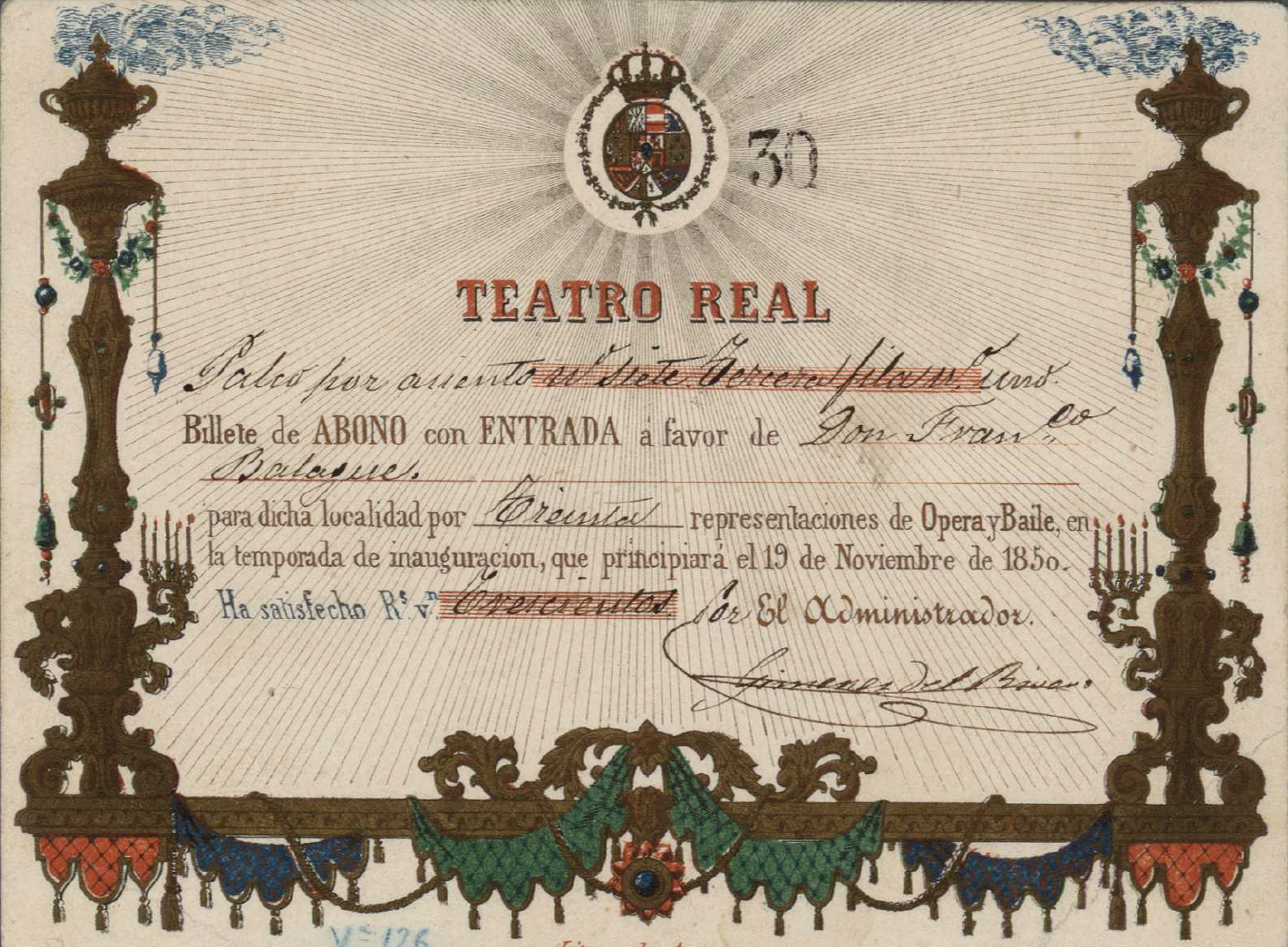
Billete de abono con entrada para la temporada inaugural del Teatro Real en 1850

El rey Fernando VII promovió la construcción en Madrid de un teatro de ópera incluido dentro del proyecto de remodelación de la plaza de Oriente, que encargó al Arquitecto Mayor de Palacio Isidro González Velázquez. Para ello, se ordenó la demolición del antiguo Teatro de los Caños del Peral. El proyecto del edificio del nuevo teatro se encargó al Arquitecto Mayor de la Villa de Madrid, Antonio López Aguado, que diseñó un edificio con forma hexagonal irregular, cuya fachada principal miraría a la plaza de Oriente y la otra, de menor empaque, recaería sobre la actual plaza de Isabel II.
La construcción del nuevo "Teatro de Oriente" se inició el 23 de abril de 1818, pero la escasez de fondos de la Casa Real impidió que las obras arrancaran antes de 1830. A la muerte del arquitecto, el proyecto fue asumido, sucesivamente, por Custodio Teodoro Moreno y Francisco Cabezuelo. Tras la subida al trono de la reina Isabel II, numerosos acontecimientos políticos y burocráticos paralizaron la ejecución del proyecto, hasta que el 7 de mayo de 1850, por medio de una Real Orden, se impulsaron las obras del Teatro, exigiendo su finalización en un plazo de seis meses, como así se hizo.
En la decoración interior trabajaron los artistas y decoradores más importantes de la época, como Rafael Tegeo, Eugenio Lucas, que pintó los techos, o Humanité-René Philastre, que diseñó el telón de boca. Aparte del auditorio, que se estima que tenía unos 2200 asientos (aunque se decía que eran 2800), había dos salones de baile, tres salones de descanso, una confitería, un café, un tocador y un guardarropa. Todas estas comodidades se habían copiado de los grandes teatros europeos de la época, como el San Carlo de Nápoles o La Scala de Milán.
El teatro se inauguró el 19 de noviembre de 1850, coincidiendo con la onomástica de la soberana. La obra elegida para el estreno fue la ópera La favorita de Gaetano Donizetti y actuaron artistas de renombre, como la contralto Marietta Alboni, la soprano Erminia Frezzolini o el director de orquesta Michele Rachele.

### Primeros años (1850-1877)

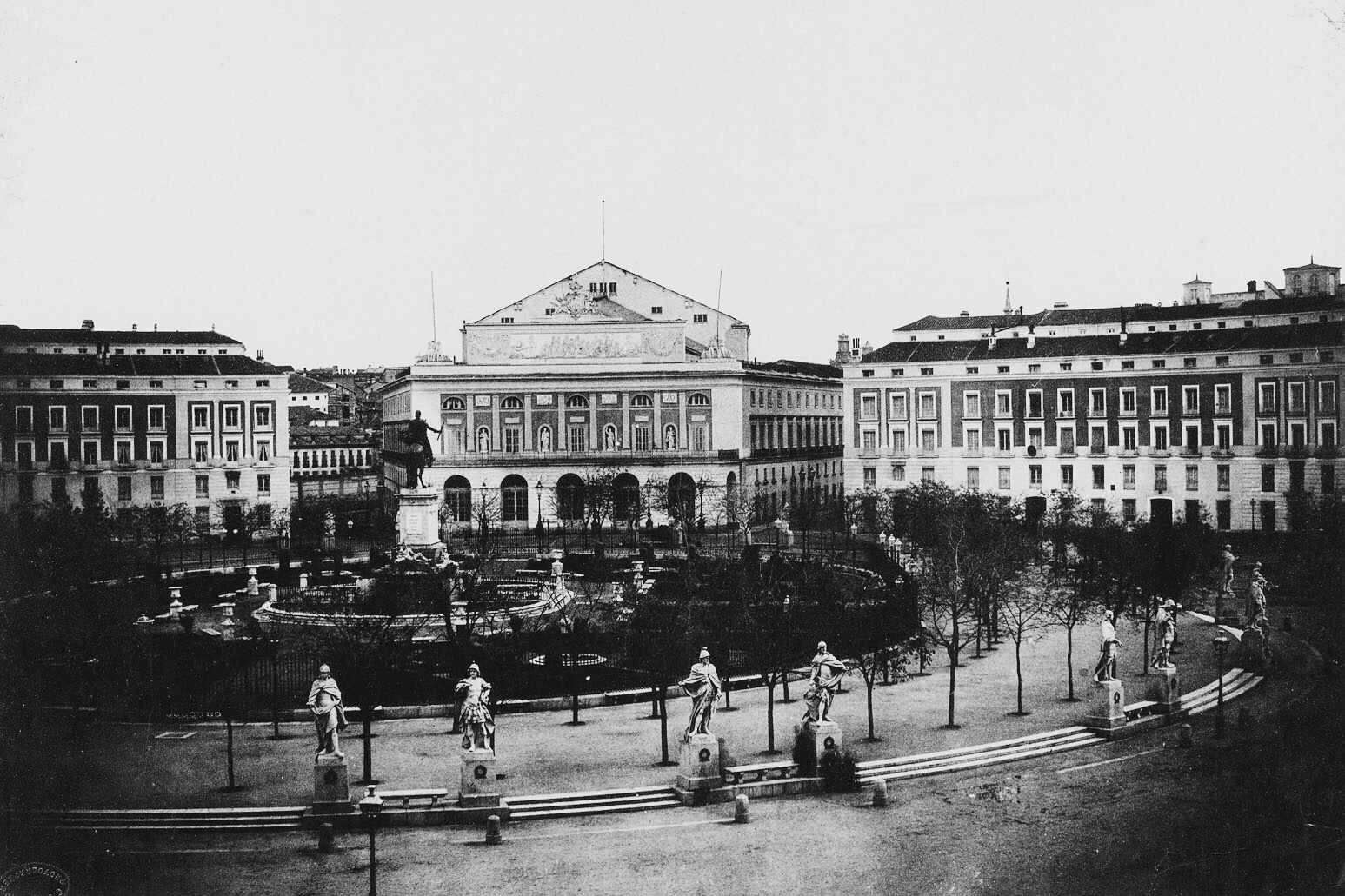
El Teatro Real de Madrid en 1853

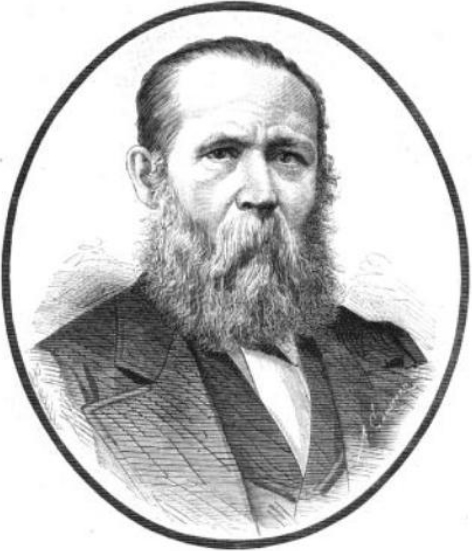
Juan Daniel Skoczdopole fue director de orquesta del Teatro Real de 1851 a 1865 y de 1871 a 1877

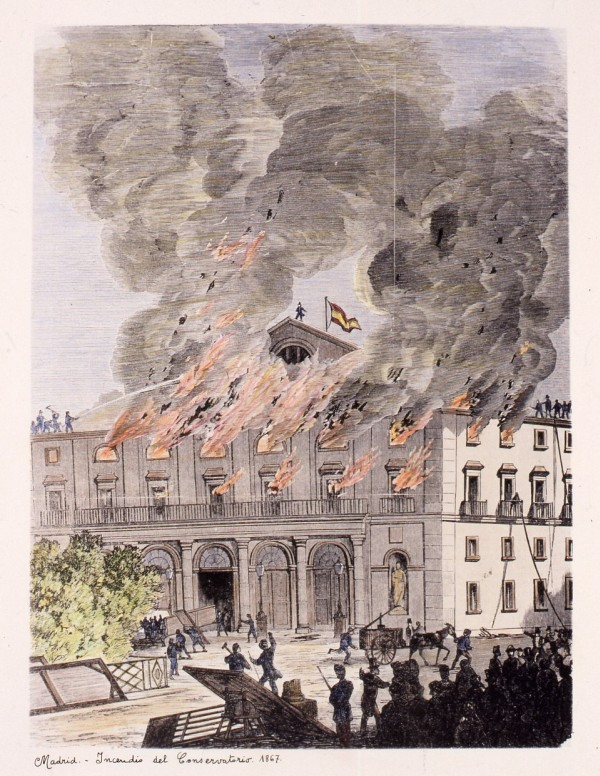
Incendio del Conservatorio del Teatro Real en 1867

Tras las pérdidas que ocasionó la primera temporada, y debido al enorme coste que tenía una representación, en torno a 1.200.000 reales, y a las deudas por su construcción, el Gobierno decidió trasladar la gestión del teatro a manos privadas, mediante concesión. Durante los años sucesivos se fueron alternando diferentes empresarios privados, que solían abandonar la gestión tras sufrir enormes pérdidas. El primero fue el conocido libretista y compositor italiano Temistocle Solera. La segunda temporada se inició con la representación de Los mártires, de Donizetti. Fue una temporada breve con tan solo 69 representaciones, con gran éxito entre la aristocracia madrileña que disfrutaba con la asistencia a la ópera.
En estas primeras temporadas predominaron las óperas de Donizetti y Bellini, con presencia también de Rossini y Verdi, que pronto se convirtió en el compositor favorito del público madrileño. La visita del propio Verdi al teatro, con motivo del estreno en España de su obra La forza del destino en 1863, fue todo un acontecimiento social en el Madrid de la época. En los primeros años frecuentaron el teatro algunas de las mayores figuras líricas del momento (además de Alboni y Frezzolini destacan Marietta Gazzaniga, Rosina Penco, Giulia Grisi, Giorgio Ronconi, Italo Gardoni, Mario de Candia, Emilio Naudin, Gaetano Fraschini, Geremia Bettini, Felice Varesi o Antonio Selva). Asimismo, durante los primeros veinticinco años del teatro, destacó la prestación como director musical de Juan Daniel Skoczdopole.
A pesar de que, por contrato, los empresarios estaban obligados a presentar al menos una obra de autor español en cada temporada, normalmente se evitaba el cumplimiento de este compromiso. La primera representación de una ópera de un compositor español fue el 26 de abril de 1854, con Ildegonda, de Emilio Arrieta. Habría que esperar hasta 1871 para escuchar la primera obra en español, fue Marina, del mismo Arrieta. Y en 1856, a la edad de doce años, el violinista Pablo Sarasate realizó un concierto en el teatro, entusiasmando al público y a la crítica.
Cada uno de los ciclos tenía un promedio de 120 representaciones, la mayoría óperas, ballets y conciertos. La plantilla del teatro ascendía a 447 empleados, más los artistas que participasen en las obras concretas. Como anécdota, el joven Emilio Castelar realizó su primer gran discurso desde uno de los palcos de este teatro, en 1854.
En 1867 tuvo lugar un incendio en el Conservatorio de Música (actual Salón de baile) que se extendió a la fachada este, pero que pudo ser sofocado antes de que afectara al escenario y al resto del teatro.

### Época dorada (1877-1900)

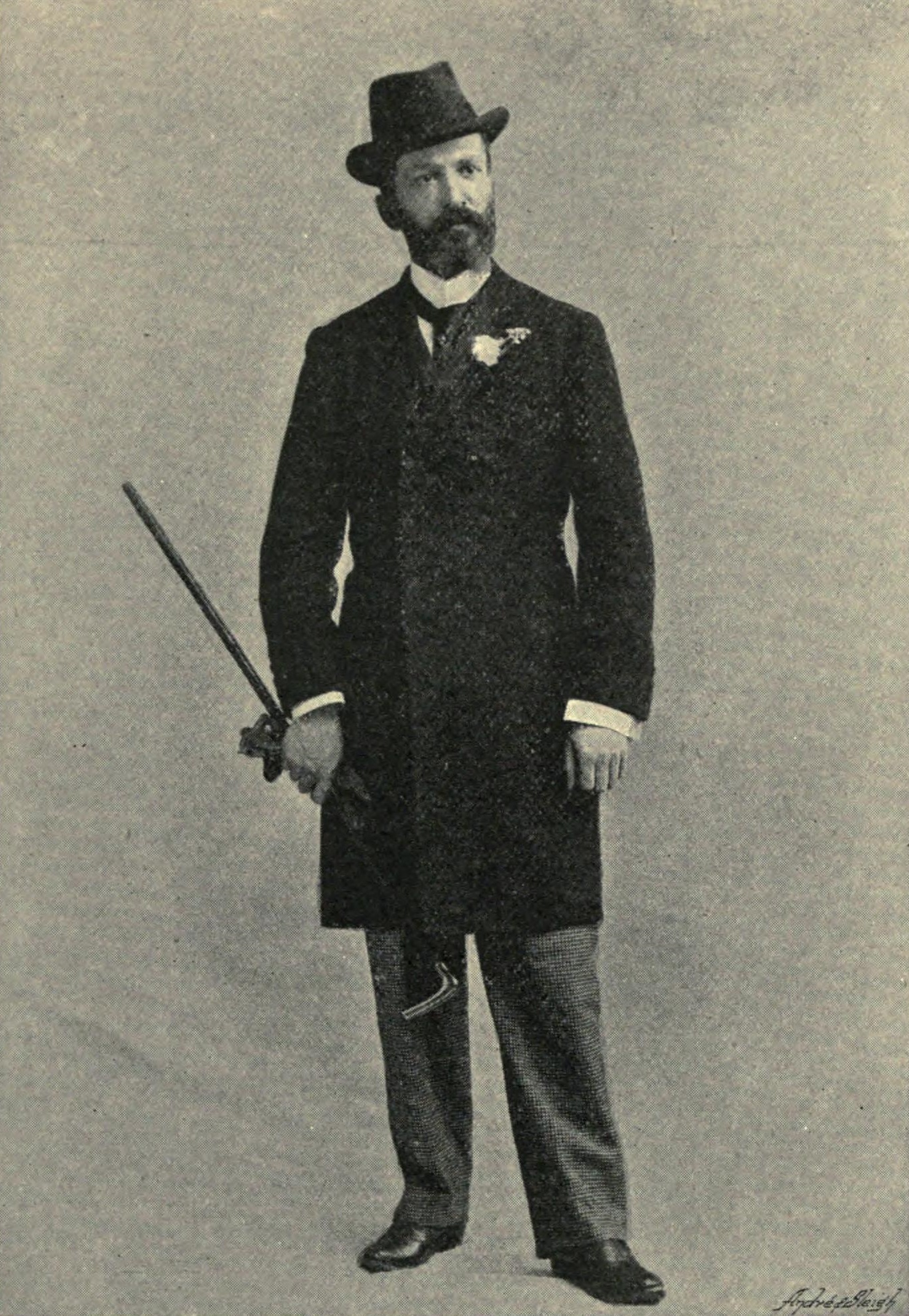
Luigi Mancinelli, director principal del Teatro Real entre 1886 y 1893

Los años de esplendor del Teatro Real se iniciaron en el último cuarto del siglo XIX. Se presentaron en el teatro las voces más prestigiosas del panorama europeo, como Adela Borghi, Marie Sasse, Adelina Patti, Christina Nilsson, Luisa Tetrazzini, Mattia Battistini, Julián Gayarre, Angelo Masini, Francesco Tamagno o Enrico Tamberlick. Se produjeron representaciones memorables, como la del 23 de diciembre de 1880, en la que Patti y Gayarre cantaron Lucia di Lammermoor, de Donizetti. El propio Gayarre protagonizó uno de los episodios históricos del teatro al manifestar durante una representación de Los pescadores de perlas, en diciembre de 1889, los primeros síntomas de la pulmonía que le llevaría a la muerte un mes más tarde.
Durante esos años se pusieron al frente de la orquesta una serie de grandes directores españoles (Oudrid, Barbieri, Goula, Saco del Valle, Villa o Arbós) o extranjeros, como Franco Faccio, Edoardo Mascheroni, Leopoldo Mugnone, Cleofonte Campanini o Luigi Mancinelli, que durante siete temporadas fue director musical del Teatro.
En 1876 se representó por primera vez en el Real una ópera de Wagner, Rienzi, aún lejos del gran éxito que tendrían sus composiciones en este teatro quince años más tarde. En esta etapa, grandes compositores españoles como Tomás Bretón, Ruperto Chapí o Emilio Serrano pudieron ver sus obras representadas, aunque solo Los amantes de Teruel de Bretón alcanzó cierto éxito. En los años ochenta estuvo como director escénico el decano de la escena José García Fernández.
En 1884 el arquitecto Joaquín de la Concha reformó la fachada oeste del teatro para ampliar las dependencias del rey Alfonso XII, y en 1888 se inauguró la iluminación eléctrica.

### El Real en elsigloXX(1900-1966)

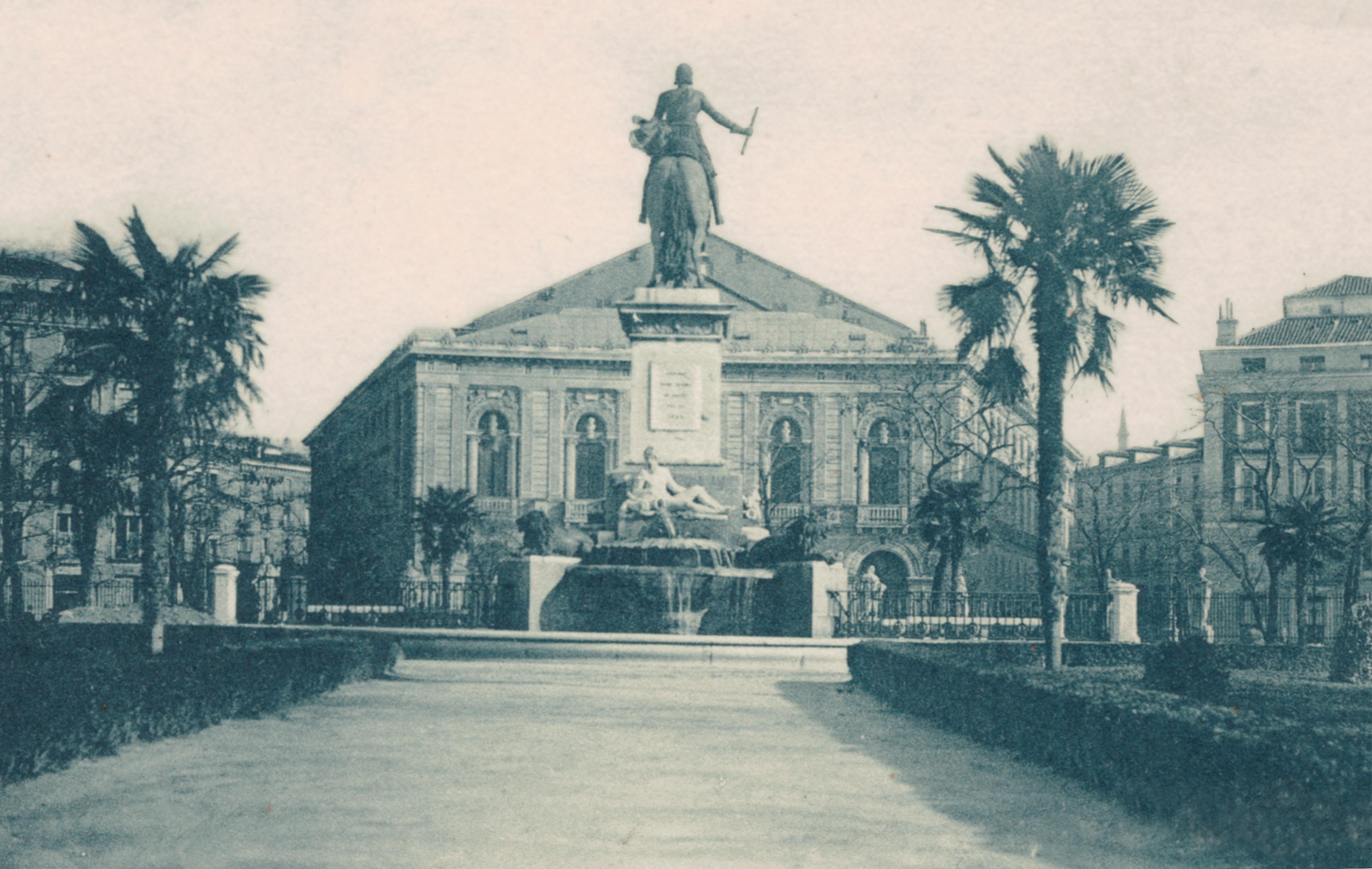
El Teatro Real a principios del

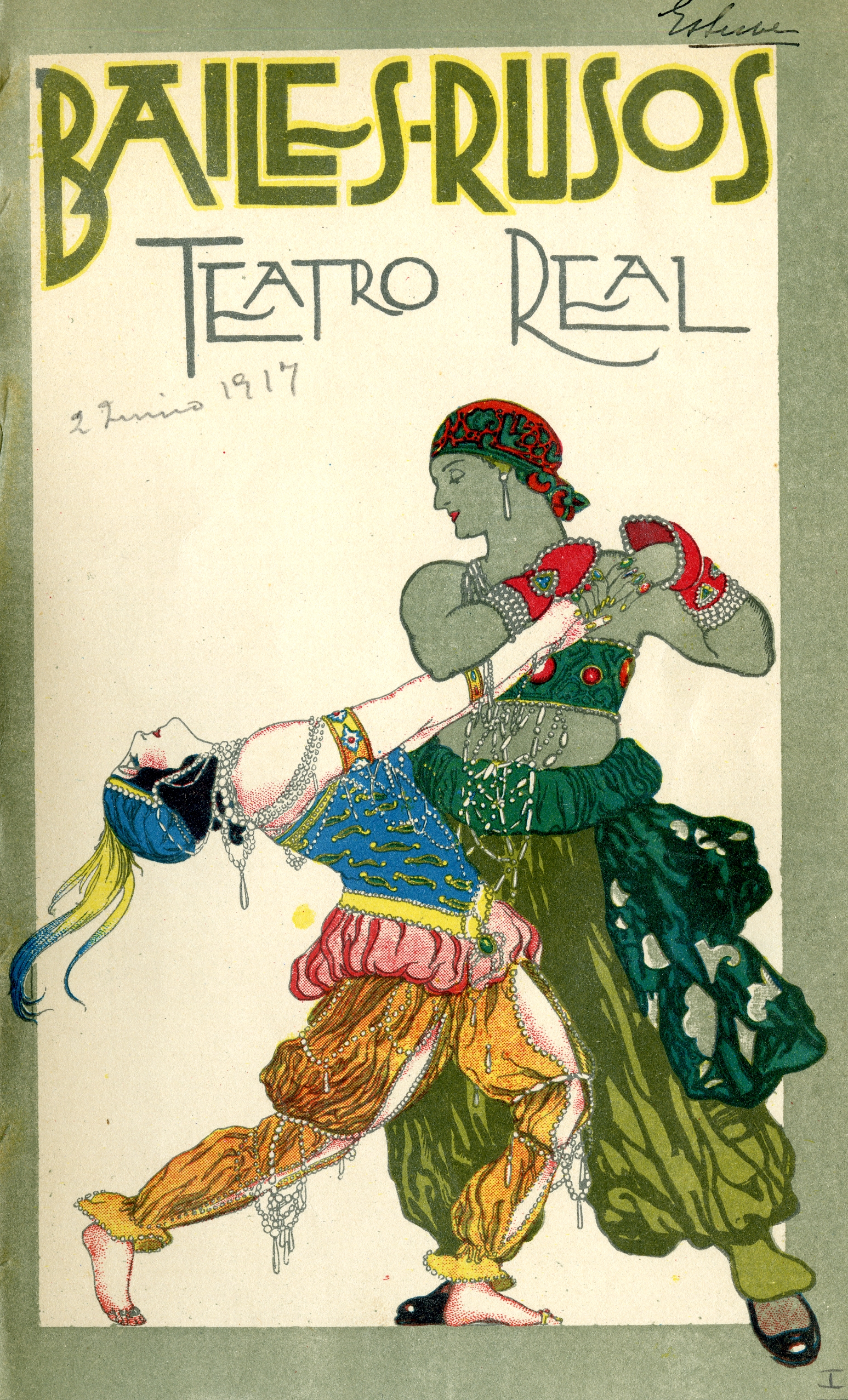
Los Ballets Rusos actuaron en el Teatro Real entre 1916 y 1921

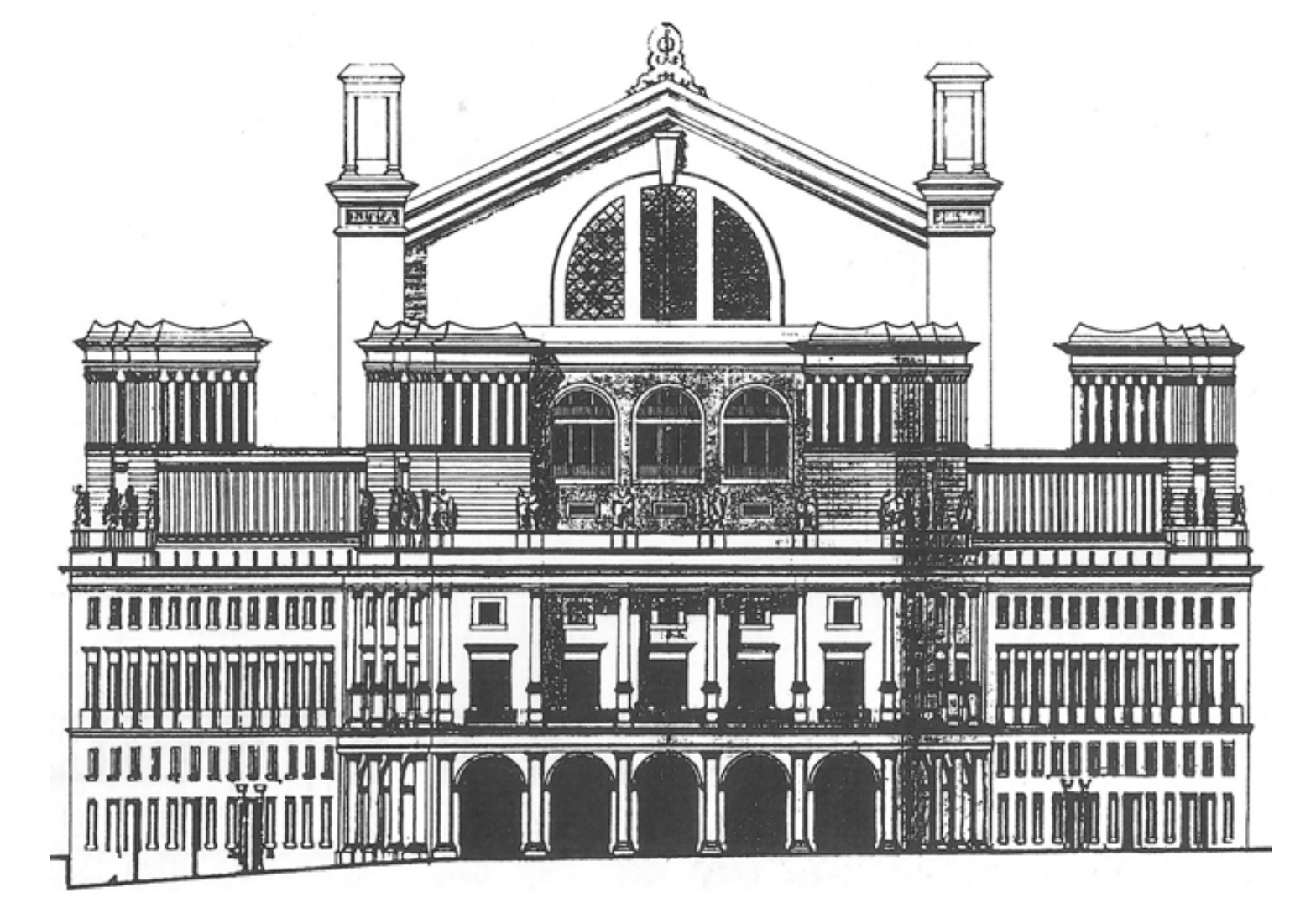
Fachada del Teatro Real según el proyecto de Antonio Flórez (1926)

En el primer cuarto del siglo XX destacó la presencia en el Real de grandes cantantes españoles, como María Barrientos, Ofelia Nieto, Ángeles Ottein, María Gay, Miguel Fleta, Hipólito Lázaro o Francisco Viñas. También de las grandes figuras líricas extranjeras (Rosina Storchio, Gabriella Besanzoni, Tito Schipa, Titta Ruffo, Giuseppe Anselmi, Giacomo Lauri-Volpi...). Dominaban el repertorio las óperas de Puccini (Tosca, La bohème) y Wagner (Lohengrin o La valquiria). La Filarmónica de Berlín dio conciertos en el teatro, dirigida por Arthur Nikisch en 1901 y por Richard Strauss en 1908.
El teatro sufrió poco a poco un enorme declive, ya que a pesar de la representación de grandes óperas y la dirección de empresarios como José Arana y Luis Calleja, las crisis económico-políticas y diversos factores como la Primera Guerra Mundial causaron su ruina. Pero se consiguió sacar adelante las siguientes temporadas, en las que fueron partícipes José de Amézola y Luis París. El coliseo gozó de momentos de gloria, como cuando vio pasar por su escenario al gran bailarín Nijinsky, en la que sería una de sus últimas actuaciones, en 1917; o cuando Igor Stravinski dirigió en persona su ballet Petrushka, en 1921, ambos integrados en la compañía de los Ballets Rusos de Sergéi Diágilev, que visitaron el teatro varias veces, con gran éxito.
El 6 de noviembre de 1925, el Teatro Real se cerró por Real Decreto, ya que corría el peligro de derrumbarse debido a la inestabilidad de sus cimientos, agravada por las obras del Metro que se hacían en sus inmediaciones y que utilizaban explosivos, suspendiéndose la nueva temporada que estaba a punto de iniciarse.
A pesar del cierre del teatro, el gobierno siempre barajó la posibilidad de remodelarlo y volverlo a abrir, creando numerosos proyectos como el que se encargó al arquitecto Antonio Flórez Urdapilleta, arquitecto conservador del edificio, quien, junto a Pedro Muguruza, planteó un ambicioso proyecto de remodelación y modernización que incluía el aumento en altura y profundidad de la caja escénica y la reedificación de toda su estructura, utilizando hormigón armado. Además, se decidió levantar una planta más alrededor de todo el perímetro del edificio, lo que le otorgó al teatro su aspecto de bloque macizo actual. Sin embargo, dificultades económicas y de planificación fueron retrasando la finalización del proyecto. Se llegó a ejecutar la parte de consolidación y reconstrucción, pero la remodelación interior no se llegó a comenzar. Las obras se detuvieron en 1936, con el inicio de la Guerra Civil, durante la cual el edificio quedó dañado, fundamentalmente tras la explosión de un polvorín que se había instalado en su interior. En 1940, Luis Moya y Diego Méndez González intentan finalizar el proyecto de Flórez, que no consigue avanzar significativamente, antes de que, a finales de los años 50, las obras se paralicen definitivamente.
Entre 1939 y 1940 el empresario catalán Artur Sedó adquirió el archivo del Teatro Real, que fue donado tras la muerte de éste en 1968 al Centro de Documentación y Museo de las Artes Escénicas del Instituto del Teatro de Barcelona. Este fondo abarca, aproximadamente, desde el año 1850 hasta el año 1925. Contiene más de 800 hojas manuscritas, impresos, programas, recortes de prensa, cuadernos del director, cartas, esbozos, figurines, 190 fotografías y documentación administrativa artística, legal y contable.

### Sala de conciertos (1966-1988)

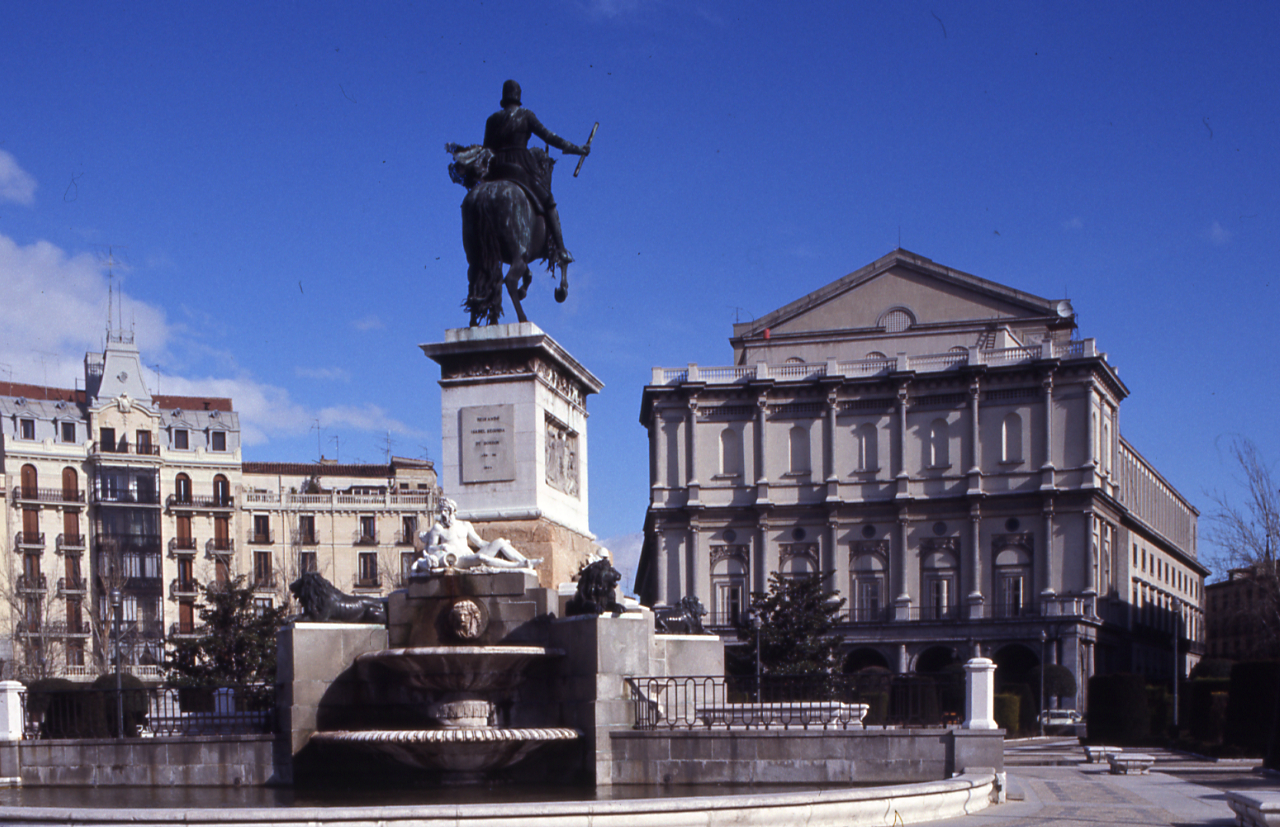
El Real como sala de conciertos en 1980

A principios de los años 60 se planteó seriamente la demolición del edificio, por considerar que no era recuperable como un teatro de ópera moderno, mientras que la Fundación Juan March promovió la construcción de un nuevo teatro de ópera en el paseo de la Castellana (proyecto que no se hizo realidad, aunque llegó a realizarse un concurso internacional). Simultáneamente, se planteó la remodelación del edificio del Real como sede del Conservatorio de Madrid, y de su sala como "Salón de actos del Ministerio de Educación", proyecto que finalmente acabó como gran sala de conciertos, para servir de sede a la Orquesta Nacional, y de alojamiento a toda la actividad sinfónica de la capital. El proyecto se encargó al arquitecto José Manuel González Valcárcel, y la reapertura se produjo en 1966. Para este evento, se organizó un concierto de la Orquesta Nacional (dirigida por Rafael Frühbeck de Burgos) y el Orfeón Donostiarra al que asistieron el Jefe del Estado Francisco Franco, los príncipes Juan Carlos y Sofía, la Reina de Grecia y su hija Irene.
Desde esa fecha hasta 1988 (con la apertura del Auditorio Nacional) fue la única sala de conciertos de Madrid, en la que desarrollaron sus temporadas tanto la Orquesta Nacional como la recién creada Orquesta Sinfónica de RTVE. Además, durante este periodo, actuaron en su escenario las principales orquestas sinfónicas del mundo (Filarmónica de Viena, Filarmónica de Berlín, Concertgebouw, Filarmónica de Leningrado, Philharmonia, Sinfónica de Londres, Sinfónica de Chicago...) y los grandes directores de orquesta (Herbert von Karajan, Sergiu Celibidache, Leonard Bernstein, Claudio Abbado, Carlo Maria Giulini, Evgeni Mravinsky, Georg Solti, Igor Markevitch o Daniel Barenboim).

### La remodelación (1988-1997)

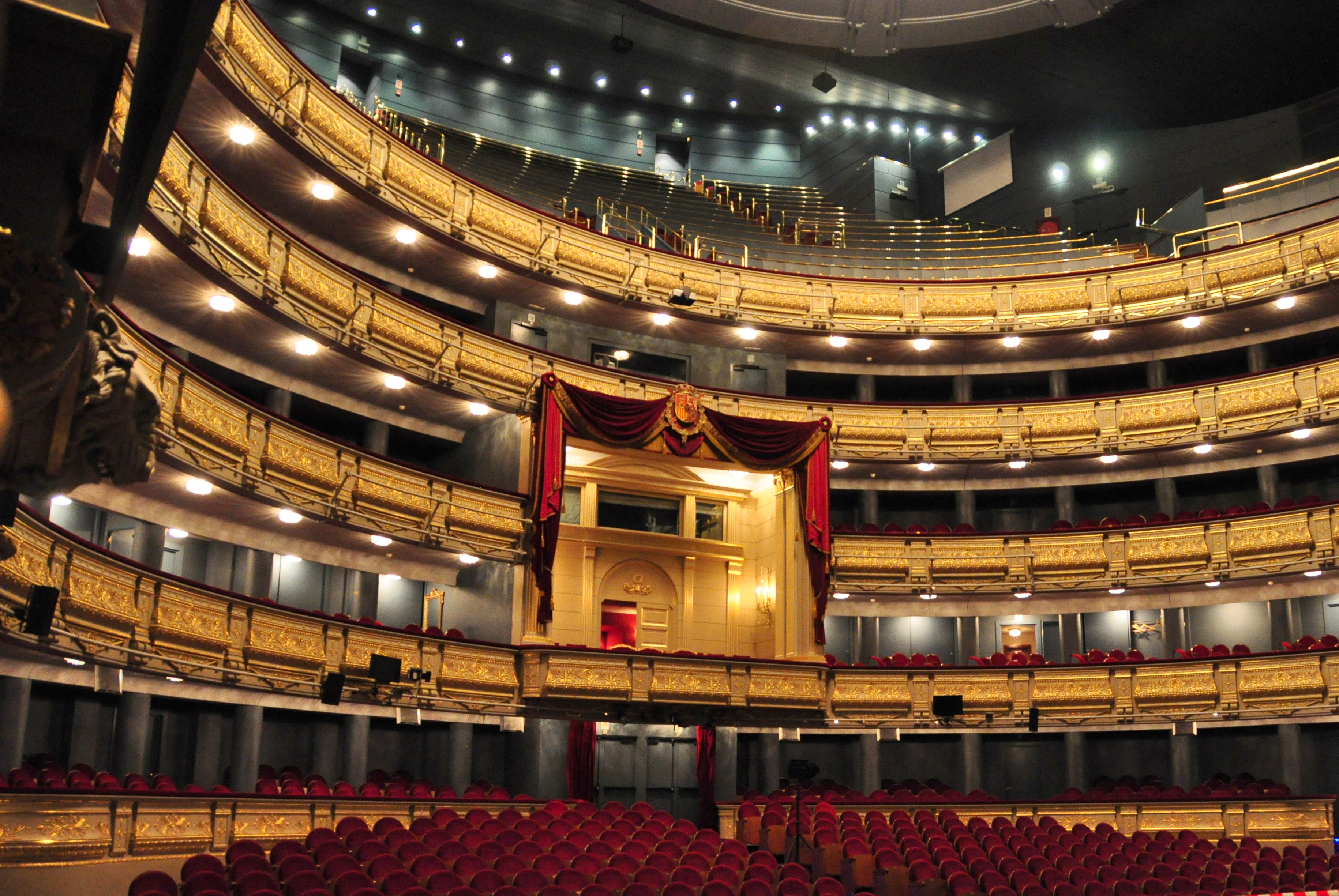
La Sala Principal del Teatro Real, desde la boca del escenario

Tras cesar su actividad sinfónica en el verano de 1988, en enero de 1991 comenzaron las obras de remodelación para la reconversión del Teatro en una sala operística. El proyecto lo dirigió el mismo arquitecto que había proyectado la transformación en Sala de Conciertos, José Manuel González Valcárcel, que se encontró con dificultades que retrasaron los trabajos. Estas dificultades culminaron con el fallecimiento del propio arquitecto en el mismo Teatro durante una visita de la prensa a las obras, en enero de 1992. El Ministerio de Cultura encargó a otro arquitecto, Francisco Rodríguez de Partearroyo un estudio de alternativas que pronto se transformó en un nuevo proyecto, que fue aprobado para su ejecución. 
El Teatro Real fue declarado Bien de Interés Cultural (BIC) del patrimonio histórico español en la categoría de "Monumento Histórico" en 1993, a través de un Real decreto. El edificio quedó terminado a finales del año 1995 y la fundación que gestionaría el teatro se constituyó el 14 de diciembre del mismo año (con la denominación de Fundación del Teatro Lírico) por el entonces existente Ministerio de Cultura y por la Comunidad de Madrid. Desde el 3 de diciembre de 2007, la fundación pasó a denominarse Fundación del Teatro Real. La fundación pertenece al sector público y está adscrita a la Administración General del Estado a través del Ministerio de Cultura y Deporte. En su patronato están representados el Ministerio de Cultura, la Comunidad de Madrid y el Ayuntamiento de Madrid. El director general es nombrado por el patronato.

#### Reapertura

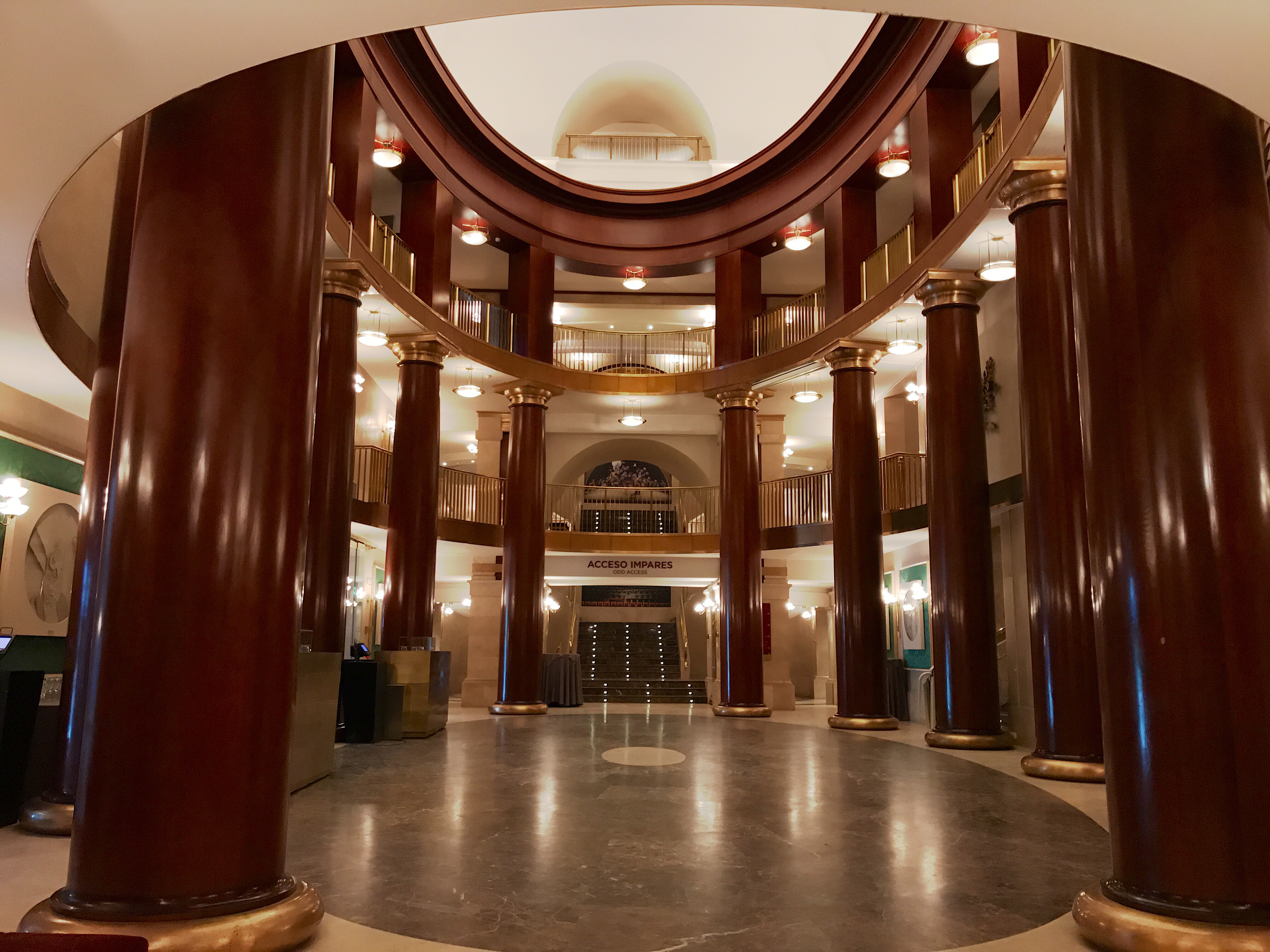
Foyer del Teatro Real

El Teatro abrió de nuevo sus puertas el 11 de octubre de 1997, en una función de gala presidida por los reyes de España, en la que se representaron dos obras de Manuel de Falla: el ballet El sombrero de tres picos (con los decorados y figurines originales de Pablo Picasso) y la ópera La vida breve, puesta en escena por Francisco Nieva. Ambas fueron dirigidas por el nuevo director musical del Teatro, Luis Antonio García Navarro y con elenco de destacadas figuras del ámbito nacional e internacional como es el caso de María José Montiel, Jaume Aragall, Alicia Nafé, Pilar Jurado, Mabel Perelstein y Vicente Sardinero. Con este acto se ponía fin al periodo de 72 años durante los que Madrid no había podido disfrutar de su gran Teatro de Ópera. Desde el cierre en 1925 hasta que se inició una pequeña temporada regular en los años 60, en el Teatro de la Zarzuela, Madrid solo había tenido ópera de forma puntual e irregular. Las temporadas del Teatro de la Zarzuela permitieron reactivar la afición del público madrileño, pero restringidas a un teatro pequeño y con modestas condiciones técnicas. La inauguración del Real dio inicio, sin interrupción, y desde el primer momento, a una temporada completa, con un sistema de abonados sostenible, lo que abrió una nueva etapa operística en Madrid.

#### La Sala Principal y las zonas públicas

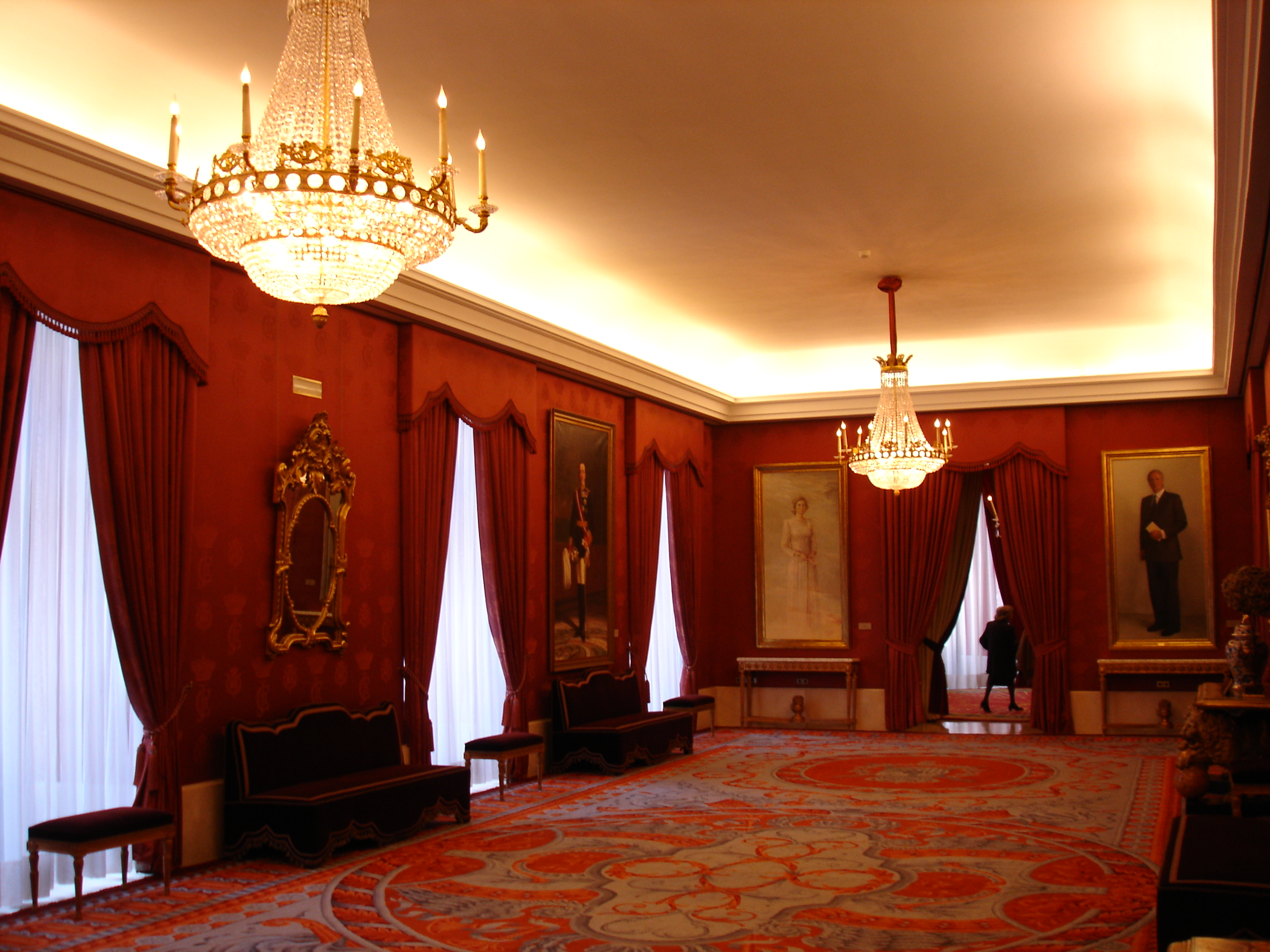
Salón Felipe V

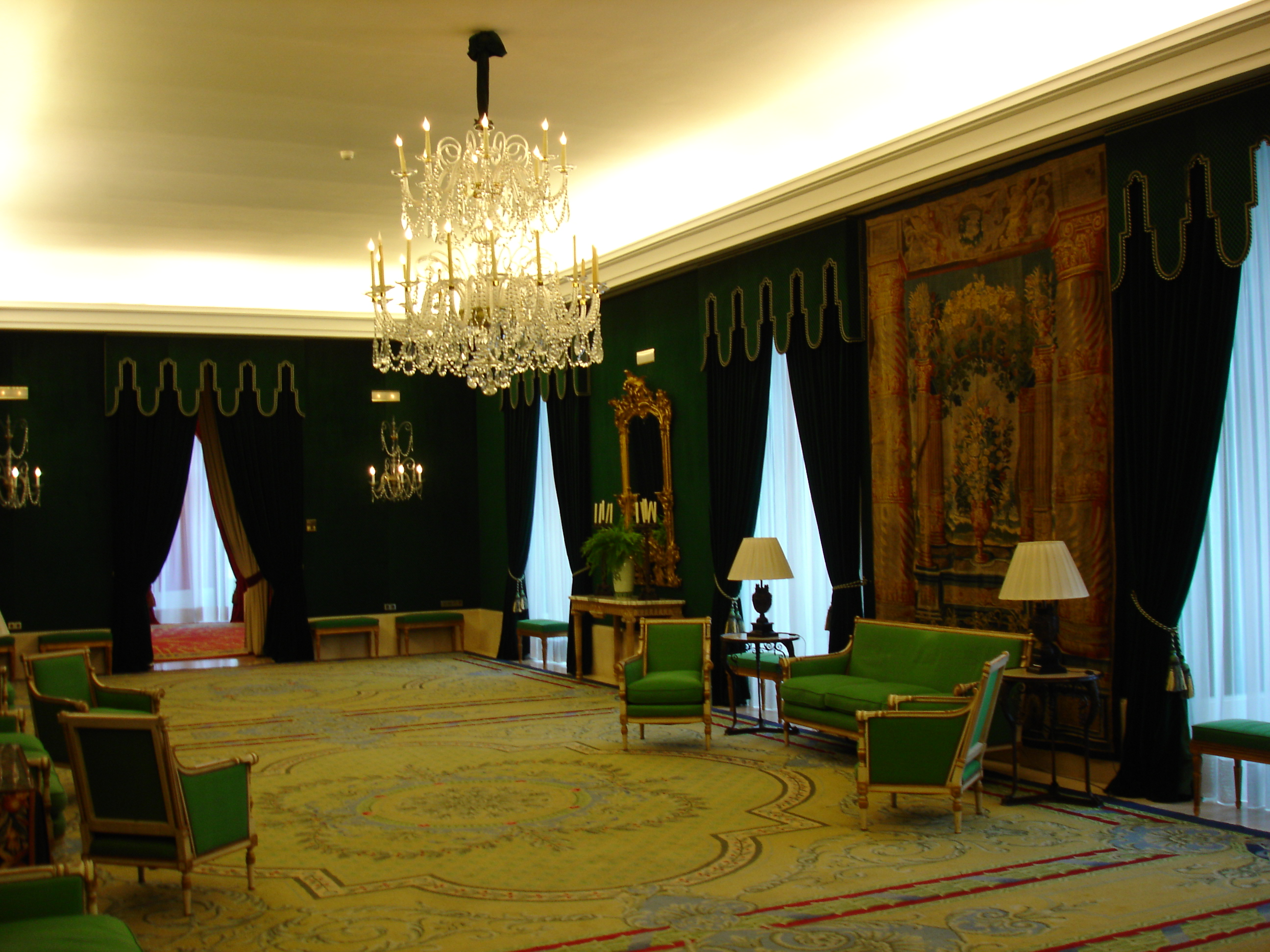
Salón Arrieta

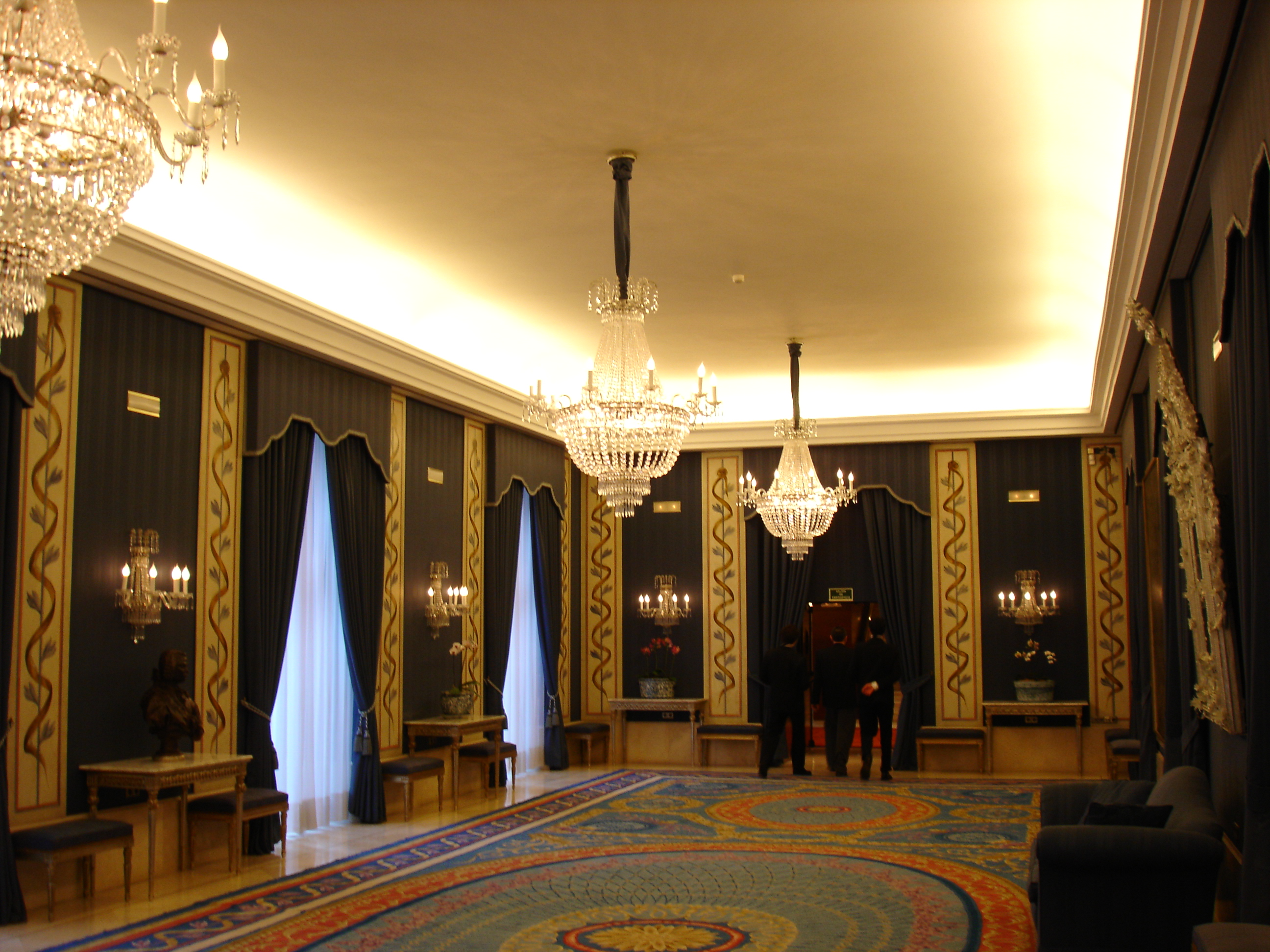
Salón Carlos III

La Sala Principal del Teatro Real mantuvo la estructura original, de estilo italiano, y recuperó la decoración original de la época de la década de 1880. A pesar del pequeño tamaño de la platea, la sala cuenta con 1.834 butacas (aunque pueden ser menos dependiendo de la posición del foso de orquesta) y un aforo máximo de 1.958 localidades, gracias a las 15 filas que acoge la zona denominada Paraíso, por encima de la cuarta planta, que aprovecha el aumento de la altura de la cubierta conseguido en las obras de los años 20, como ya se hiciera en la reforma de 1966. Se consiguió aumentar ligeramente el tiempo de reverberación, hasta situarlo en un término ideal para una sala de ópera de estas dimensiones. La gran lámpara central, de bronce y cristal de roca, es la que se construyó en 1966, en la Real Fábrica de Cristales de La Granja, y está dotada de un mecanismo de subida y bajada.
Fuera de la sala, el foyer o vestíbulo principal se decoró con una columnata de orden gigante en madera de cedro del Líbano, con peana y capitel de bronce, que adopta una planta elíptica. En la primera planta se sitúa el Palco Real y el Salón Isabel II. Ambos están cerrados al público, aunque el último puede reservarse para cenas, almuerzos o cócteles privados. Tanto la Sala Principal, como los diferentes salones del teatro se pueden alquilar para realizar actividades o espectáculos paralelos a la temporada oficial.
El segundo piso, accesible para todo el público asistente, permite circular a través de varios espacios por todo el perímetro del edificio, comunicando el vestíbulo con el Salón de baile en la fachada posterior (que actualmente se puede reservar para diferentes eventos). Cada uno de los salones está entelado con un color predominante, y toma su nombre de la calle a la que asoman sus ventanas (Carlos III, Vergara, Arrieta y Felipe V). Los elementos ornamentales (consolas, jarrones, cuadros, tapices) pertenecen al Patrimonio Nacional y la mayoría de los cuadros al Museo del Prado. Las lámparas son de la La Granja y pertenecen al teatro. También se encuentra en esta planta el Salón Falla, que durante los intermedios de las representaciones está reservado para atender a los patrocinadores del teatro.
En 2007 se inauguró en la novena planta la Sala Gayarre, con 190 localidades, que se utiliza para diversas actividades complementarias, como conciertos y representaciones de ópera de cámara, recitales, actividades pedagógicas, conferencias, coloquios, cursos y proyecciones.
En la sexta planta se inauguró en 2022 el restaurante Papagena de Ramón Freixa, que se abre con grandes ventanales a la parte superior de la fachada sobre la plaza de Oriente.

#### La caja escénica

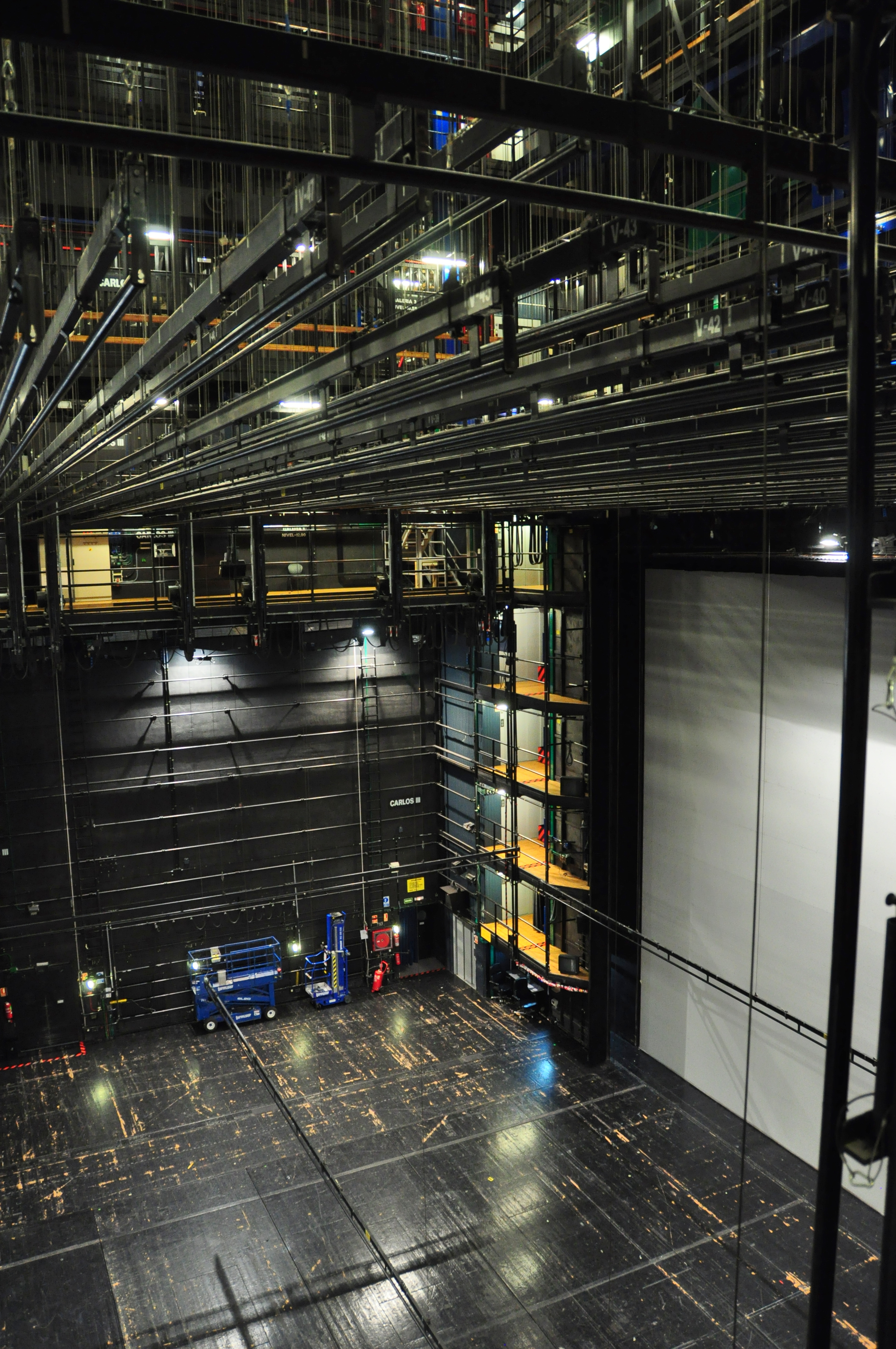
Vista del interior del escenario y del sistema de varas de la tramoya. A la derecha, la boca del escenario, cerrada con el telón de seguridad

Aprovechando el inmenso volumen resultante de la ampliación de la caja escénica en los años 20, que proporciona un vano de más de 80 metros desde los sótanos a la parte más alta de la torre de telares, se diseñó una compleja maquinaria concebida para efectuar movimientos escénicos en vertical, ante la carencia de espacio lateral, obligada por el diseño de la planta del teatro. El espacio escénico disponible para las escenografías supera los 600 metros cuadrados en el nivel cero, y llega hasta los 1.430 si se le añaden las áreas de montaje a 16 metros por debajo del escenario y el patio de butacas. El suelo del escenario está compuesto de 9 plataformas que permiten mover las escenografías entre ambos niveles. La amplia embocadura escénica dispone de 18 metros de ancho y 14 de alto, y la torre escénica sitúa la parrilla de la que cuelga toda la tramoya (motorizada, y controlada electrónicamente) a 37 metros de altura sobre el suelo del escenario. La entrada de material situada en el zaguán de la plaza de Isabel II comunica directamente con la caja escénica y permite depositar la carga directamente desde los remolques de los camiones en el mismo suelo del escenario.

#### Las zonas de trabajo
Prácticamente todos los espacios implicados en el trabajo de elaboración de un espectáculo operístico se encuentran alojados en el propio edificio del teatro, desde las oficinas administrativas hasta los almacenes de material o los talleres de maquinaria. Las salas acondicionadas para la orquesta, el coro y el cuerpo de baile, así como una sala de ensayos de escena de las mismas dimensiones del escenario principal se construyeron sobre la cubierta del edificio. También se encuentran en el edificio los talleres de utilería, sastrería, peluquería y caracterización, además de varias salas de ensayo individuales para los artistas.

## Producciones

### Estrenos

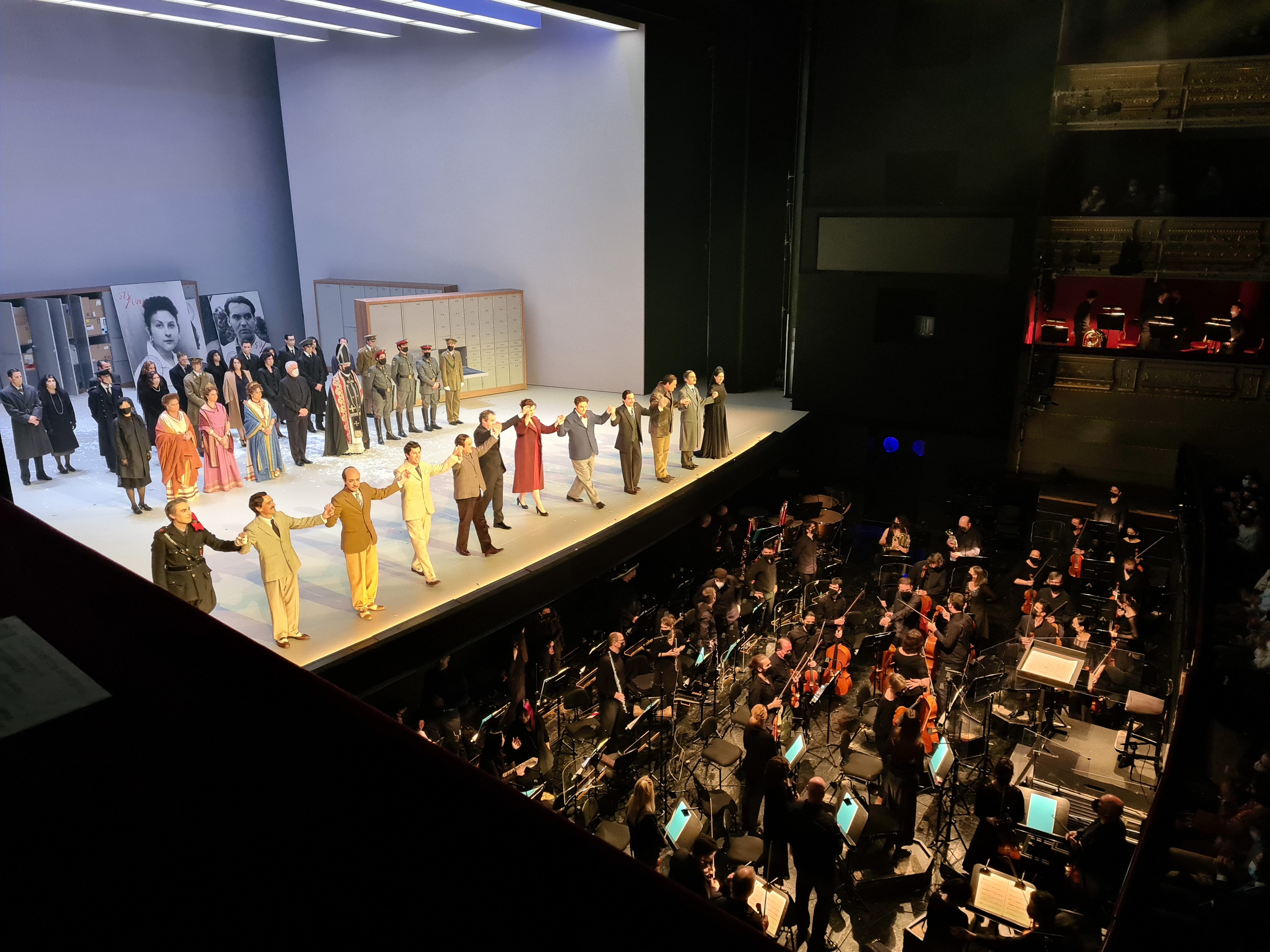
Estreno de la ópera El abrecartas (2022) de Luis de Pablo

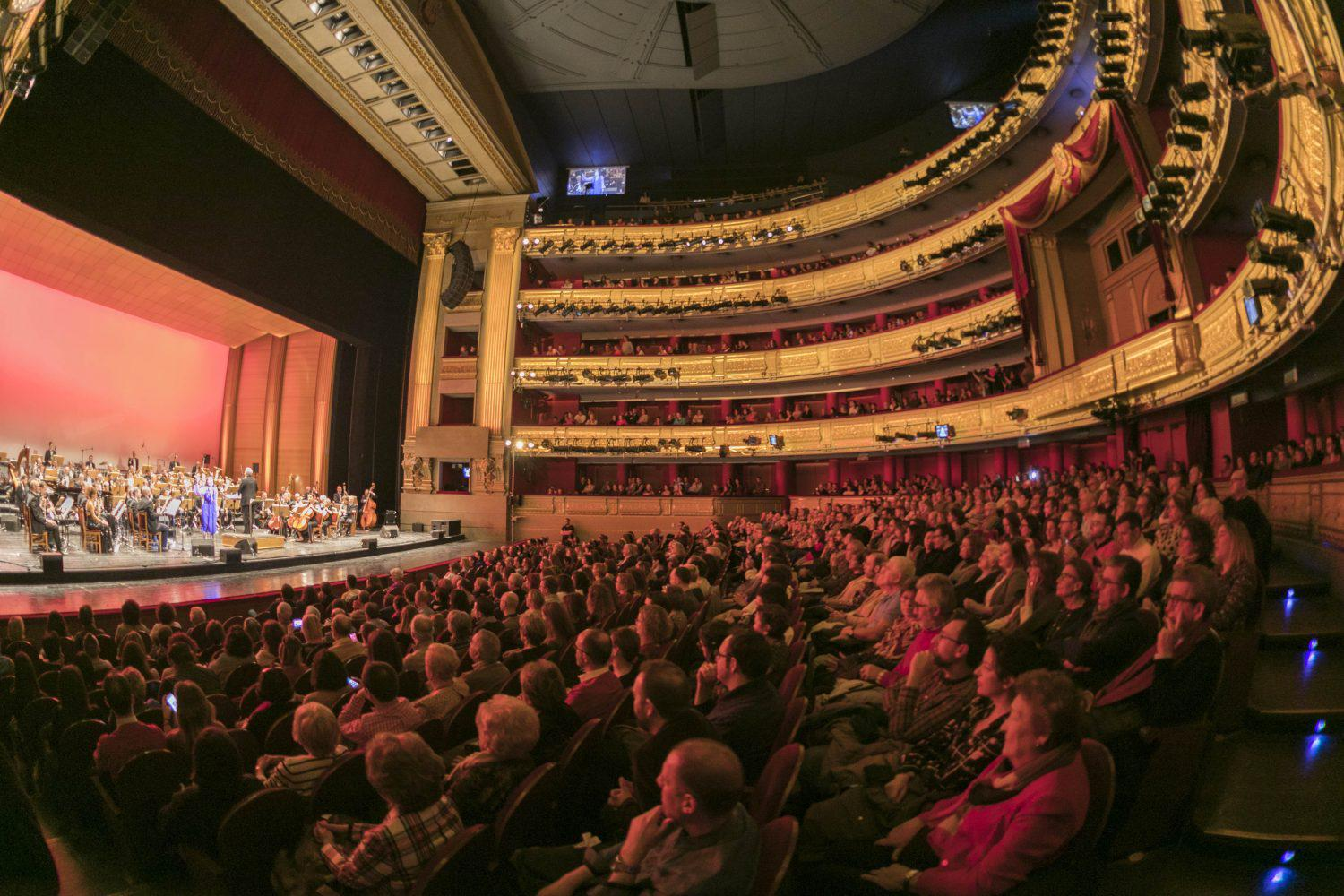
Vista de la Sala principal y del escenario

Tras su reapertura, el Teatro ha sido el marco en el que se han estrenado diferentes óperas, fundamentalmente de autores españoles, como Antón García Abril, Cristóbal Halffter, Luis de Pablo, José María Sánchez Verdú, Leonardo Balada o Mauricio Sotelo, en ocasiones producto de un encargo del propio Teatro. Entre ellas se puede destacar que la primera compositora que ha estrenado una ópera en el Real ha sido Pilar Jurado, el 11 de febrero de 2011, con su obra La página en blanco, seguida de Elena Mendoza, con el estreno de La ciudad de las mentiras el 20 de febrero de 2017. También se ha presentado una obra de la compositora finlandesa Kaija Saariaho (Only the sound remains, en 2018).
En enero de 2013, el Teatro Real acogió el estreno mundial de la ópera de Philip Glass, The perfect american, sobre la vida de Walt Disney; la obra tuvo una buena acogida por parte de la crítica y el público. En 2014, se presentó el estreno mundial de la ópera Brokeback Mountain, de Charles Wuorinen, adaptación del relato homónimo de Annie Proulx, autora asimismo del libreto. La presentación de esta ópera suscitó una gran expectación en los medios y buena acogida del público.
Adicionalmente a los estrenos, el Teatro Real ha recuperado obras olvidadas o no representadas frecuentemente, de autores españoles como Ruperto Chapí, Tomás Bretón, Isaac Albéniz, Emilio Arrieta o Vicente Martín y Soler. También ha presentado obras líricas contemporáneas de autores hispanoamericanos, como Alberto Ginastera, Osvaldo Golijov o Daniel Catán.

### Bicentenario (1818-2018)

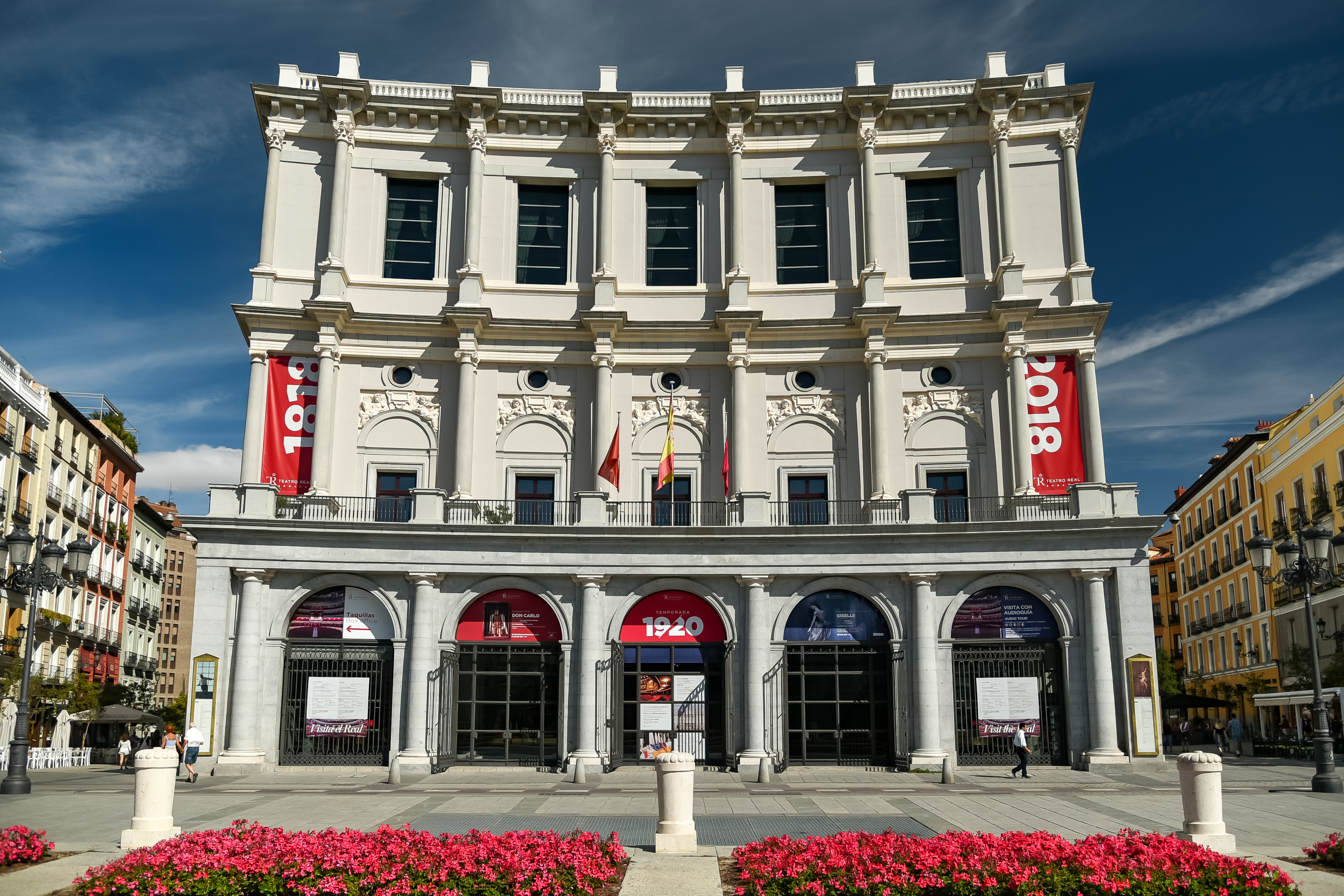
La fachada oeste del Real

En 2016, dieron comienzo los tres años de programación y actos conmemorativos con los que el Teatro Real celebró, a nivel nacional e internacional, una doble efeméride: los 200 años del inicio de su construcción en 1818, y los veinte años de su reapertura en 1997, cuando la ópera volvía al escenario de la plaza de Oriente después de setenta y dos años de ausencia. El apogeo de las celebraciones fue la temporada 2017-2018, cuyos años acogieron ambos aniversarios. La conmemoración del Bicentenario fue declarada «acontecimiento de excepcional interés público» en la Ley de Presupuestos del Estado en 2015.

## Compañía

### Temporada

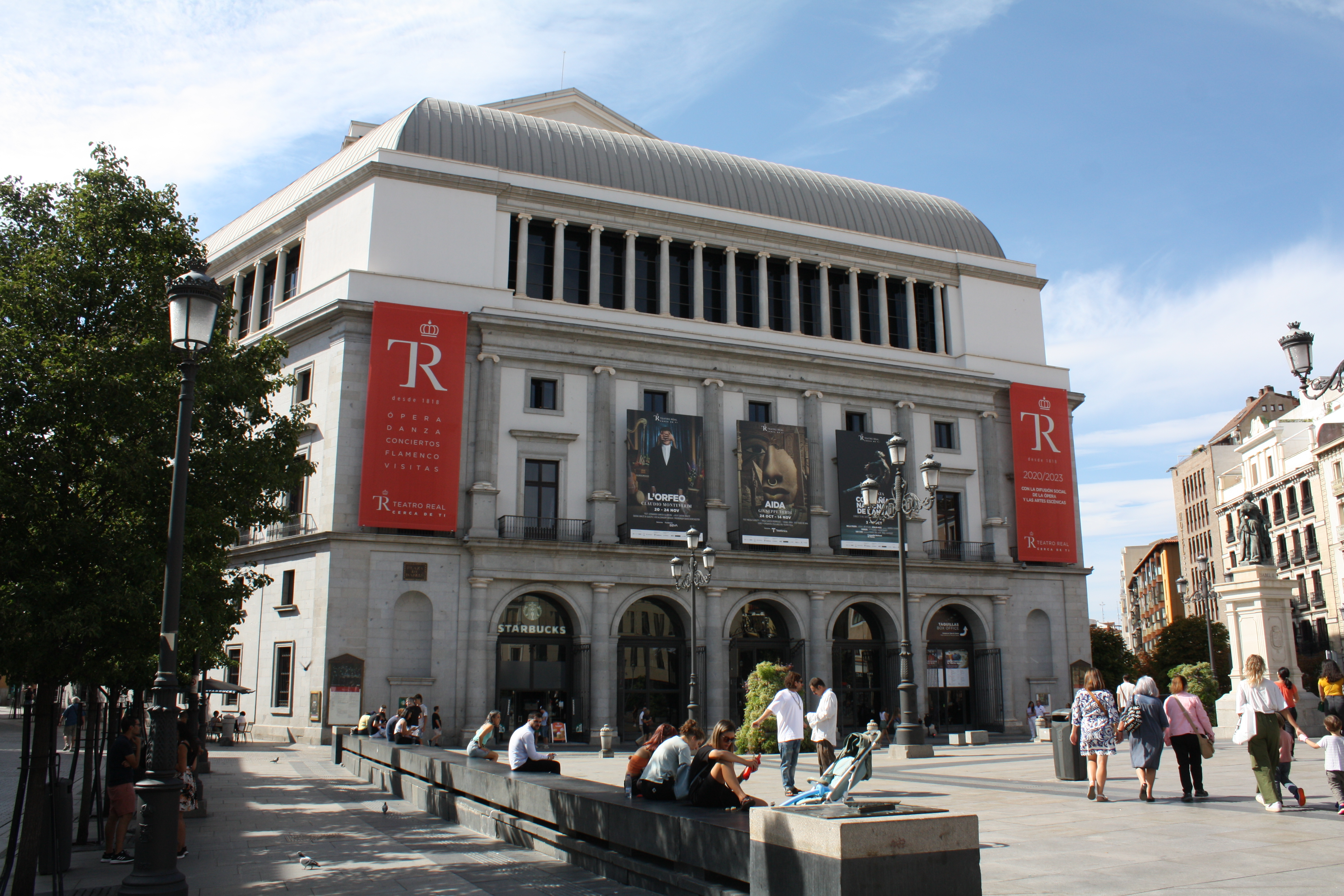
Fachada este del Teatro Real, vista desde la Plaza de Isabel II

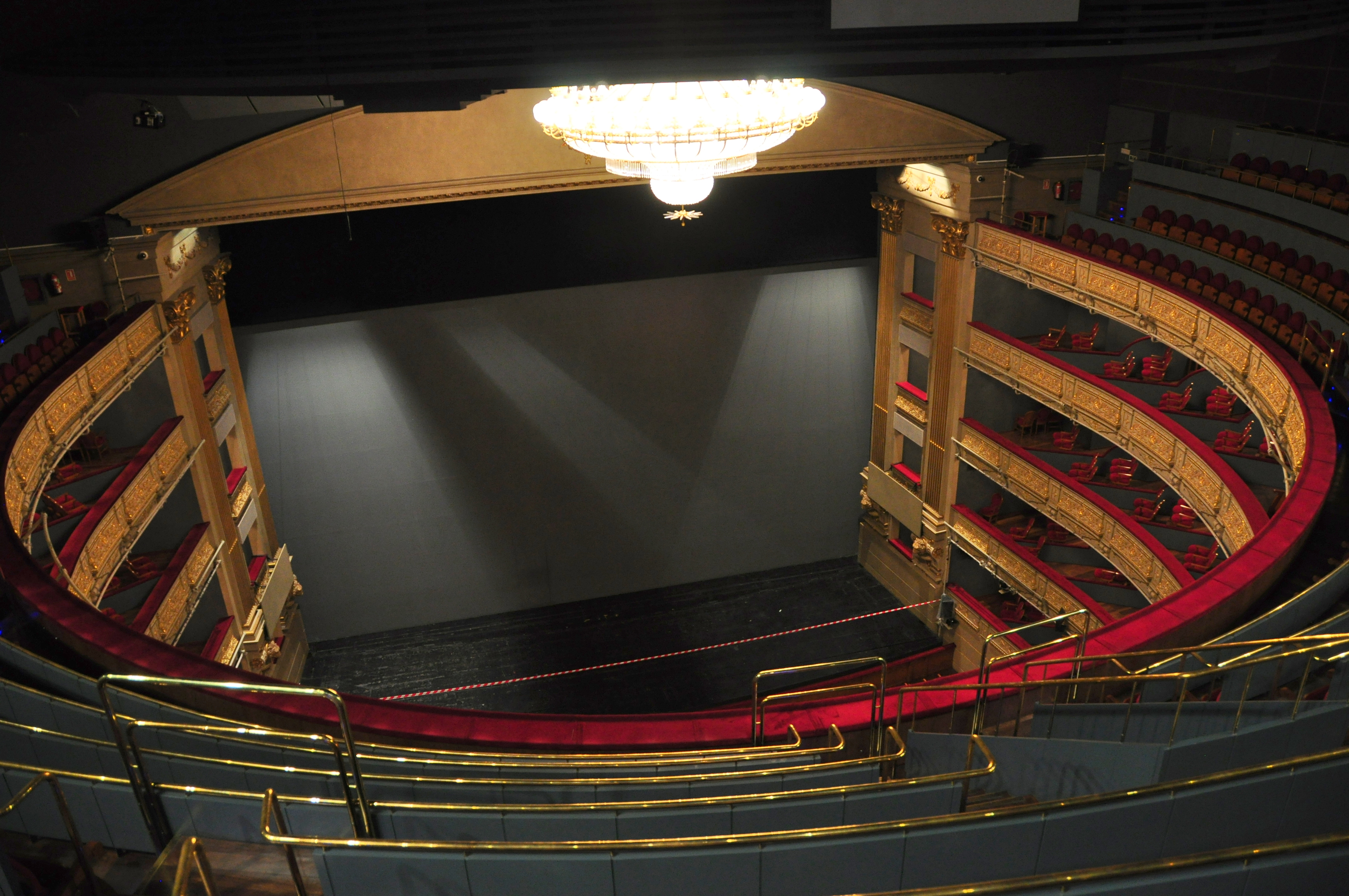
La Sala principal desde el "Paraíso"

En la segunda etapa del Teatro Real han participado primeras figuras internacionales del canto, la dirección musical, la dirección de escena y la danza. Entre ellas, los tenores Juan Diego Flórez, Aquiles Machado, José Bros o Javier Camarena, los barítonos José van Dam, Leo Nucci o Carlos Álvarez, los bajos Ruggero Raimondi, Willard White o Matti Salminen, las sopranos María Bayo, Inva Mula, Cecilia Bartoli, Daniela Dessì, Norah Amsellem, Deborah Polaski, Maria Agresta, Nina Stemme, Violeta Urmana o Edita Gruberova, los directores Mstislav Rostropovich, Daniel Barenboim, Claudio Abbado, Valeri Gergiev, Riccardo Muti, Semyon Bychkov, Teodor Currentzis o Nicola Luisotti y los directores de escena Giancarlo del Monaco, Pier Luigi Pizzi, Hugo de Ana, Peter Sellars, Robert Carsen, Michael Haneke, David McVicar, Deborah Warner o Romeo Castellucci. Particularmente bien acogidas han sido las apariciones del tenor madrileño Plácido Domingo, quien en una de ellas, la representación de la ópera de Verdi Simon Boccanegra, cosechó 25 minutos de aplausos por parte del público.
Desde su reapertura como teatro de ópera, la orquesta titular es la Sinfónica de Madrid. El director musical actual del Teatro es el británico Ivor Bolton, acompañado, como directores invitados habituales, por Pablo Heras Casado y Nicola Luisotti.
El Teatro Real acoge unas 180 funciones de ópera y ballet por temporada, además de un amplio programa de conciertos, recitales y otras actividades, entre los meses de septiembre y julio. El Proyecto Pedagógico (actualmente denominado "Real Junior"), en colaboración con otros teatros madrileños presenta diferentes espectáculos relacionados con el mundo de la ópera, adaptados para niños de diferentes edades, a los que asisten centros educativos de toda España. El teatro se puede visitar diariamente, con diversos recorridos guiados, que incluyen la caja escénica y las salas de ensayo y talleres.

### Giras y compañías invitadas

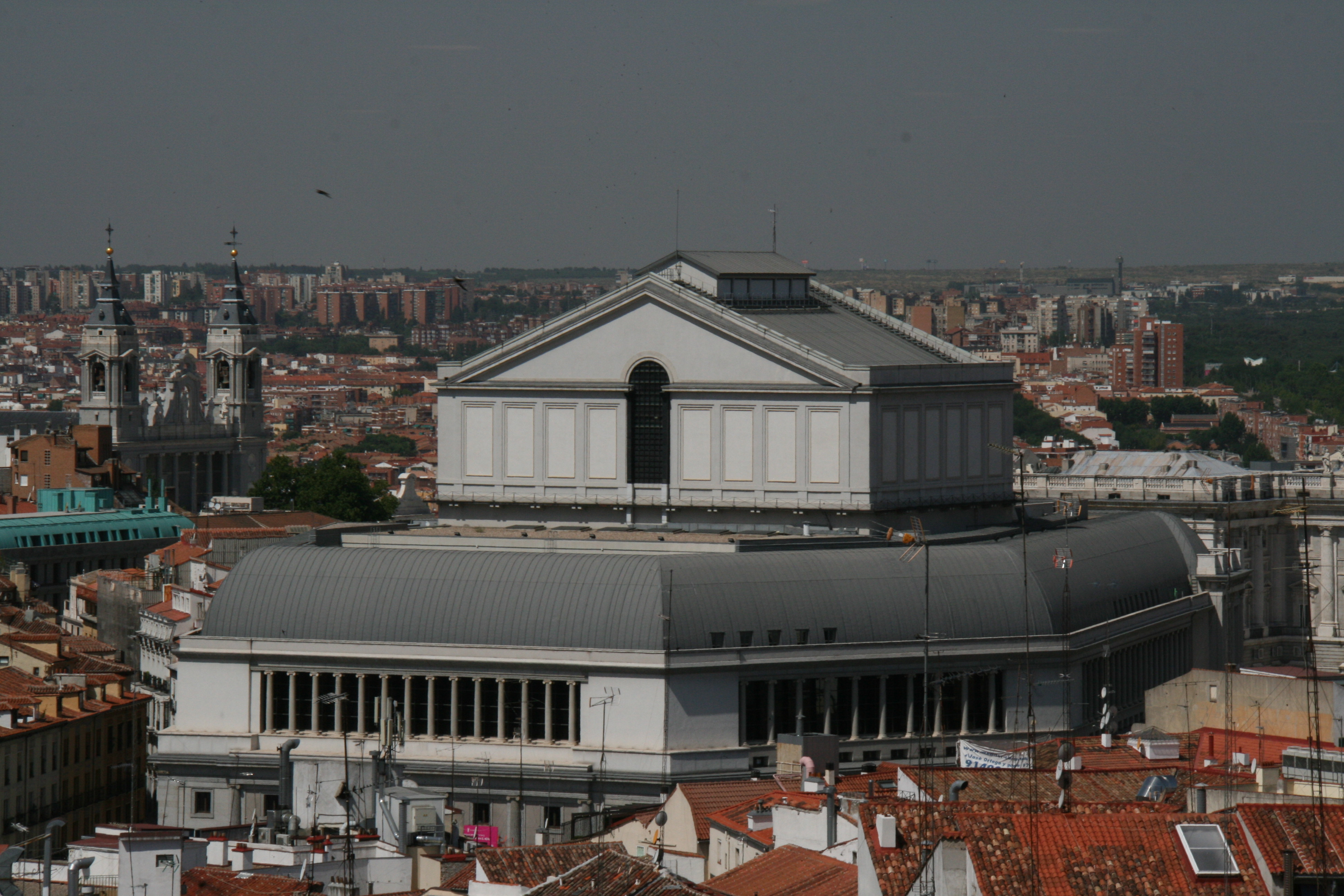
Vista general del Teatro Real, en la que se advierte la altura de la torre escénica

En julio de 2011, con motivo del montaje de la ópera de Olivier Messiaen San Francisco de Asís, se ofrecieron por primera vez representaciones de abono de la temporada de ópera del Teatro Real fuera del edificio de la plaza de Oriente. En este caso, las representaciones tuvieron lugar en el Madrid Arena. Al inicio de la siguiente temporada, en septiembre de 2011, se produjo la primera salida de toda la compañía del Teatro Real, invitada a actuar en un teatro de ópera fuera de España, concretamente en el Teatro Bolshoi, de Moscú, con la producción de la ópera de Kurt Weill Ascenso y caída de la ciudad de Mahagonny. En el mes de agosto de 2017 la compañía (con orquesta y coro) actuó en el Festival de Ópera de Savonlinna, con la producción de I Puritani. Algunas de las principales producciones propias del Teatro se han presentado en otros grandes teatros de ópera del mundo, con gran éxito (La Bohéme, El barbero de Sevilla, The perfect American, C(h)œurs, Poppea e Nerone, Così fan tutte, etc.).
Asimismo, el teatro ha recibido la visita de las compañías de algunos de los grandes teatros de ópera europeos (Teatro Real de la Moneda de Bruselas, Teatro Mariinsky de San Petersburgo, Bolshoi de Moscú, Staatsoper Unter den Linden de Berlín) o de las principales compañías de ballet (San Petersburgo, Milán, París, Londres, Stuttgart, etc).

### Directores generales / gerentes (desde 1996)
- Elena Salgado (1996)
- Juan Cambreleng (1997-2001)
- Inés Argüelles (2001-2004)
- Miguel Muñiz (2004-2012)
- Ignacio García-Belenguer Laita (2012-presente)

### Directores artísticos / directores musicales (desde 1996)
- Stéphane Lissner (1996-1997, director artístico)
- Luis Antonio García Navarro (1997-2001, director artístico y musical)
- Jesús López Cobos (2002-2010, director musical)
- Emilio Sagi (2001-2005, director artístico)
- Antonio Moral (2005-2010, director artístico)
- Gerard Mortier (2010-2013, director artístico y musical) Asesor artístico (2014)
- Joan Matabosch (2014-presente, director artístico)
- Ivor Bolton (2015-2025, director musical)
- Gustavo Gimeno (2025-presente)

## Real Teatro de Retiro
En abril de 2023 se inauguró el Real Teatro de Retiro en el Centro Cultural Daoíz y Velarde de Madrid, un espacio destinado a albergar la programación Real Júnior del Teatro Real dedicada al público infantil, juvenil y familiar. El teatro cuenta con una superficie de 8000 metros cuadrados y dispone de dos salas, la principal, con aforo para 330 personas y otra de 72 personas, ampliable a 120. La primera obra que se representó en el nuevo espacio fue La cenicienta, de Pauline Viardot.

## Óperas más representadas
La siguiente tabla muestra las óperas más representadas en el Teatro Real desde su inauguración en 1850 hasta la actualidad:
| Autor     | Título                  | Primera representación | Última representación | Representaciones |
| --------- | ----------------------- | ---------------------- | --------------------- | ---------------- |
| Verdi     | Rigoletto               | 1853                   | 2024                  | 409              |
| Verdi     | Aida                    | 1874                   | 2022                  | 378              |
| Verdi     | Il trovatore            | 1854                   | 2019                  | 356              |
| Rossini   | Il barbiere di Siviglia | 1850                   | 2013                  | 327              |
| Verdi     | La Traviata             | 1855                   | 2025                  | 290              |
| Donizetti | La favorita             | 1850                   | 2017                  | 289              |
| Meyerbeer | L'Africaine             | 1865                   | 1923                  | 268              |
| Donizetti | Lucia di Lammermoor     | 1851                   | 2018                  | 257              |
| Gounod    | Faust                   | 1865                   | 2018                  | 252              |
| Meyerbeer | Les Huguenots           | 1858                   | 2011                  | 243              |
| Wagner    | Lohengrin               | 1881                   | 2014                  | 219              |
| Donizetti | Lucrezia Borgia         | 1851                   | 1919                  | 218              |

## Controversias

### Cancelación de Shen Yun
En 2018 el Teatro Real contrató para 2019 varias funciones de un espectáculo de la compañía de danza estadounidense Shen Yun. El Real había vendido casi 900 entradas para el espectáculo, pero canceló el evento semanas antes de su estreno sin comunicarlo públicamente, afirmando en taquilla que el promotor había cancelado las actuaciones. Posteriormente, el coliseo alegó problemas técnicos a la prensa, pero el entonces embajador chino en Madrid Lyu Fan confesó más tarde en una grabación que había sido él quien había amenazado al teatro para cancelar el espectáculo y quien había sugerido las cuestiones técnicas como pretexto.

### Medidas COVID-19
En 2020 el Real canceló una función de la ópera Un ballo in maschera entre abucheos del público por falta de distancia de seguridad en el gallinero. Varios de los asistentes se quejaron por la recolocación de algunos abonados en las butacas de paraíso y el hacinamiento de los espectadores respecto al resto de zonas. La policía comprobó más tarde que el aforo era el adecuado a las restricciones impuestas por la COVID-19. El teatro afirmó que se habían vendido menos del 50 por ciento de las entradas.

### Caso David Azagra
En 2024 salió a la luz que el teatro incorporó a su consejo asesor al hermano del presidente del Gobierno español, David Sánchez Pérez-Castejón (conocido también como David Azagra, su nombre artístico). El Teatro Real defendió la incorporación de David Sánchez a la institución cultural, recalcando que es un cargo sin remuneración económica. Este hecho produjo la crítica de varios dirigentes del Partido Popular de Madrid, que calificaron los hechos de nepotismo.

### Cancelación de una cena de Vox
En 2025 una empresa a nombre de Vox reservó el Salón Falla del teatro para una cena de Santiago Abascal con sus aliados europeos del grupo parlamentario Patriotas, pero el Real canceló la reserva alegando «motivos de organización propia de la actividad del Teatro». Vox anunció que estudiaría acciones legales contra el Teatro Real por romper de forma unilateral la reserva a 72 horas de la cita.

## Otros datos de interés
- En 1969 el Real acogió el XIV Festival de Eurovisión con un decorado diseñado por Salvador Dalí. Ha sido la única vez que este evento se ha celebrado en España.[57]
- En 1979 se celebró en este teatro el primer (y único) Festival de la Canción Infantil Iberoamericana.[58]
- En 2011 se celebró en el Real la XXV edición de los Premios Goya.[59]
- Desde el año 2012 se realizan en el Teatro Real los sorteos de la Lotería de Navidad.[60]
- El 28 de julio de 2019 la célebre cantautora estadounidense Joan Báez dio su último concierto en el Teatro Real, anunciando que se retiraba de las actuaciones en vivo .
- El 28 de julio de 2020, Lisette Oropesa se convirtió en la primera mujer en hacer un bis en solitario en el Teatro Real. En concreto fue interpretando el aria Addio del passato, del tercer acto de La traviata, de Giuseppe Verdi.[61]
- En 2021, la compañía del Teatro Real fue distinguida como Compañía de Ópera del Año 2020 por los International Opera Awards.[62]
- En 2023, el Teatro Real recibe el X Premio de la Fundación Consejo España-Japón, en reconocimiento a su labor en la promoción de la música y las artes escénicas españolas en el país nipón y a su decidido esfuerzo por acercar las sociedades de ambos países.[63]
- En 2025, el Teatro Real recibió el Premio Genio a la Innovación Digital por atraer a nuevas generaciones a la ópera de una forma didáctica, amena e informativa a través de la recreación virtual de Francesca Caccini (1587-1641), primera mujer autora de una ópera.[64]
- En agosto de 2025, el Teatro Real recibió recibió la ‘Medalla de Oro’ del Cante de las Minas por su compromiso con la difusión del flamenco.[65]